# Імперський флот Японії
Флот Великої Японської Імперії (яп. 大日本帝国海軍, だいにっぽんていこくかいぐん, дай-ніппон тейкоку кайґун) — військово-морські сили Японської імперії. Існували впродовж 1869—1945 років. Зазвичай називались Імперським флотом (яп. 帝國海軍, ていこくかいぐん, тейкоку кайґун).
Японський флот був третім за величиною у світі у 1920-х роках, після флотів Великої Британії і США, й одним з найсучасніших напередодні Другої світової війни. У його відомстві перебувала японська авіація, яка допомагала йому при здійсненні військових операцій.
Витоки японського флоту сягають доби перших переселень до Японського архіпелагу. Особливого розвитку мореплавство і морська справа в Японії набули у середньовіччі, у зв'язку із діяльністю японських піратів. У 16—17 століттях, завдяки знайомству із досягненнями Західної цивілізації, японці вперше почали організовувати далекі подорожі до країн Південно-Східної Азії і Мексики. Політика ізоляції сакоку, яку проводив сьоґунат Токуґава, частково загальмувала розвиток морської справи у Японії, проте сприяла налагодженню внутрішніх морських шляхів та організації флотів окремих володінь хан.
У 1869 році, з проведенням реформ Мейдзі, було утворено новітній, вестернізований флот Японської імперії. Він здобув чимало перемог над потужнішими противниками у Китайсько-японській (1895) і Російсько-японській (1905) війнах. Фатальним для японських морських сил став стратегічний курс на будівництво лінкорів і недооцінювання ролі авіації після успіхів у Першій світовій війні. Впродовж Другої світової війни Імперський флот часто зазнавав поразок від військово-морських сил США і врешті-решт був розпущений у результаті окупації Японії 1945 року.

## Історія
Військово-морська історія Японії

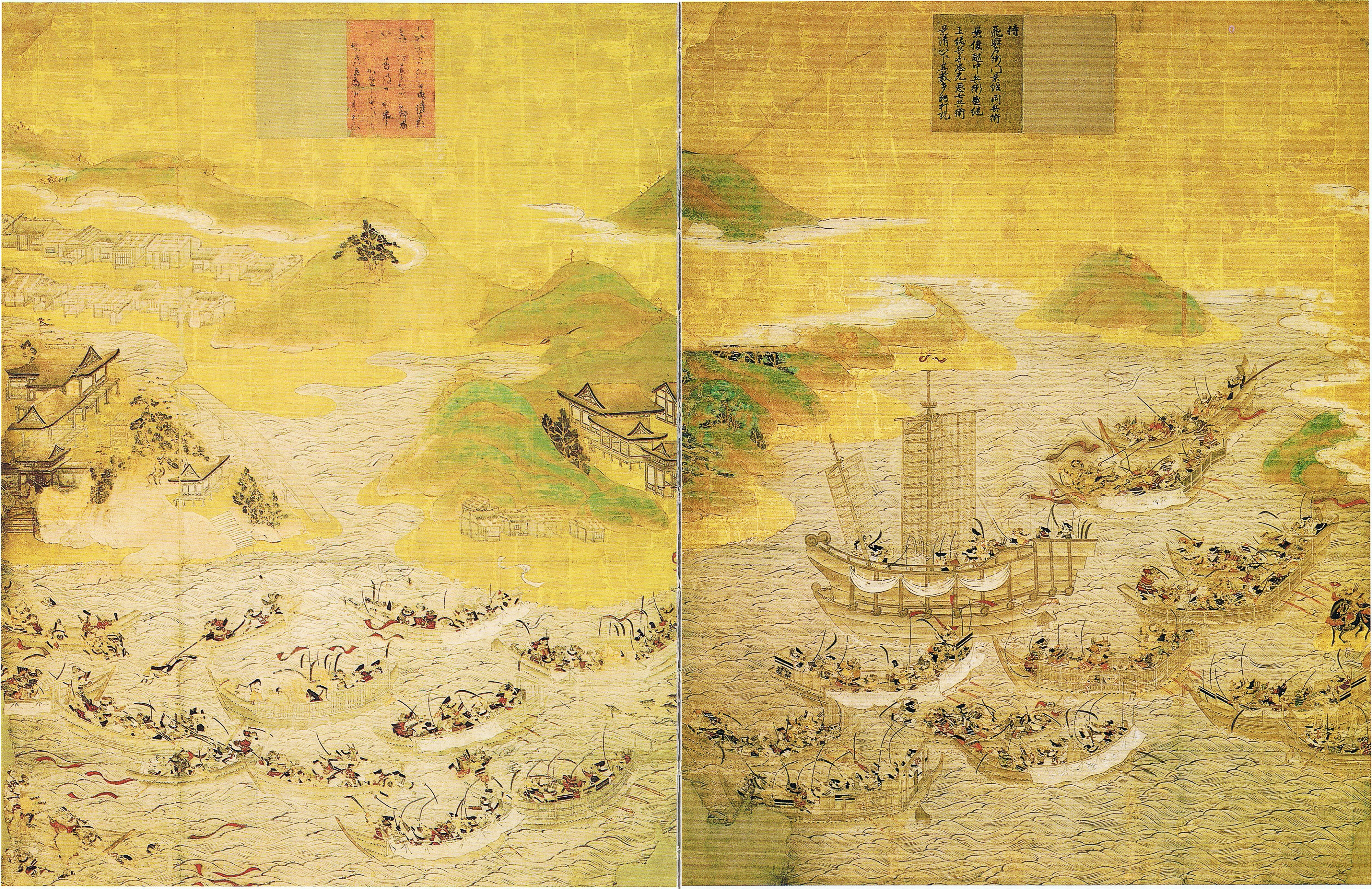
Битва при Данноура в 1185

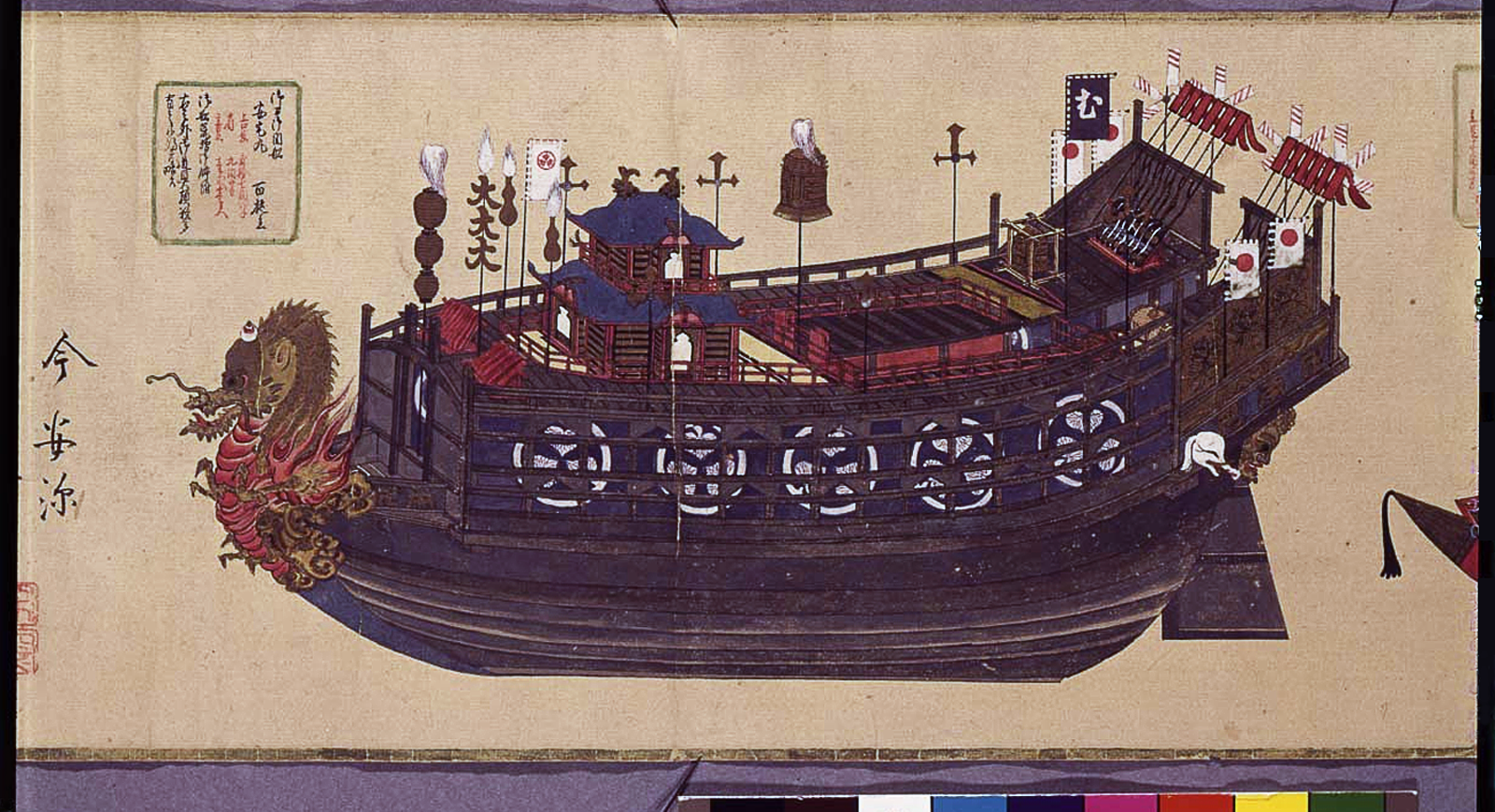
Прибережне військово-морське судно атакебуне 16-го століття з гербом клану Токугава

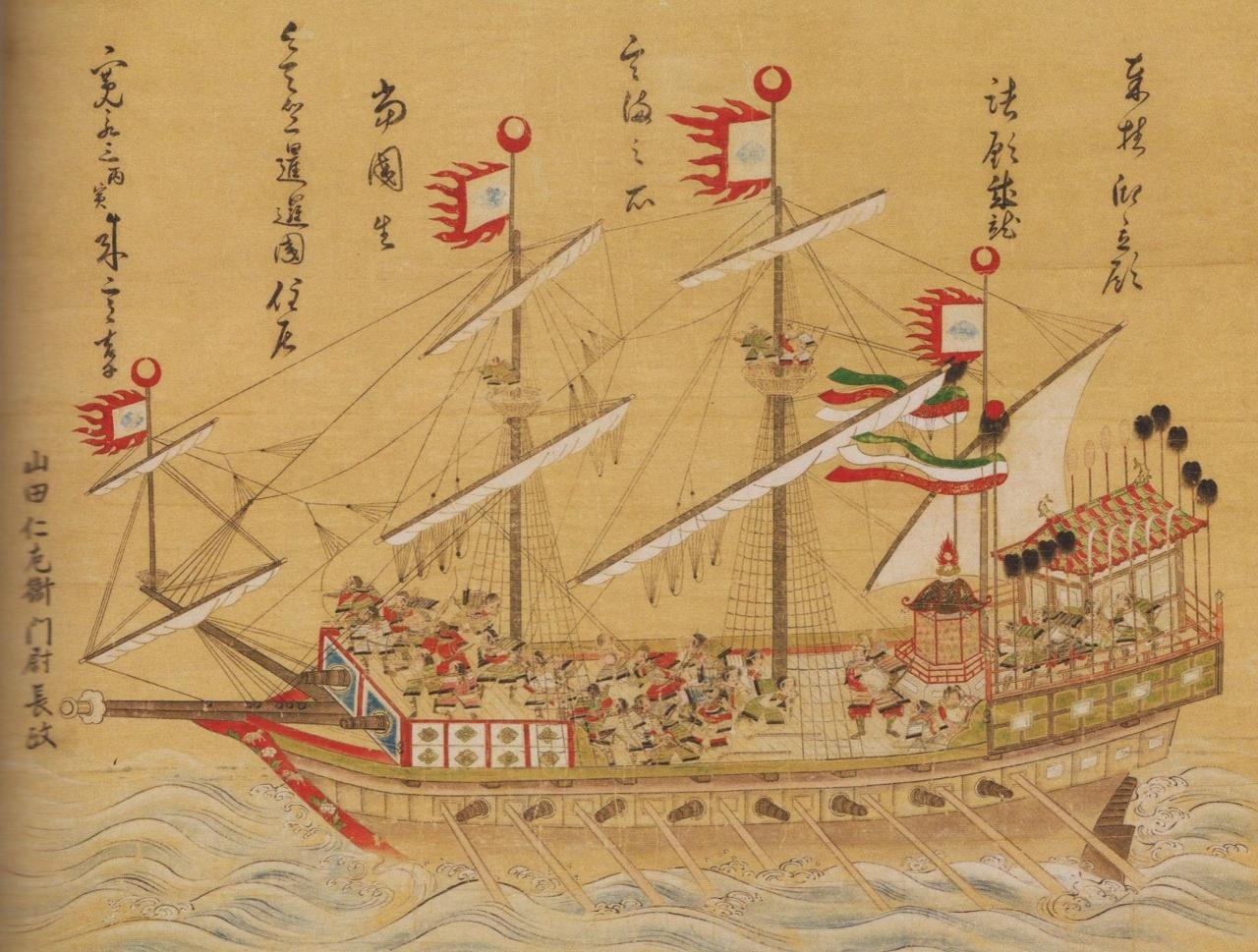
Військовий корабель Нагамаса Ямада (1590–1630), торговця і солдата, який подорожував до Аюттхаї (Таїланд)

Японія має довгу історію військово-морської взаємодії з азійським континентом, включаючи транспортування військ між Кореєю та Японією, починаючи принаймні з початку періоду Кофун у III столітті.
Після спроб монгольського вторгнення в Японію Хана Хубілай в 1274 і 1281 роках, японське вако стало дуже активним у пограбуванні узбережжя Китаю. У відповідь на загрози китайського вторгнення в Японію в 1405 році сьогун Асікаґа Йосіміцу капітулював перед вимогами Китаю і відправив двадцять полонених японських піратів до Китаю, де вони були зварені в казані в Нінбо.
Японія доклала великих зусиль до будівництва військово-морських сил у XVI столітті, під час періоду Воюючих провінцій, коли феодальні правителі, змагаючись за панування, побудували величезні прибережні флоти з кількох сотень кораблів. Приблизно в той час Японія, можливо, розробила один із перших панцерних військових кораблів, коли даймьо Ода Нобунаґа, у 1576 році було виготовлено шість окутих залізом Отакебуне. У 1588 році Тойотомі Хідейосі заборонив піратство Вако; потім пірати стали васалами Хідейосі та склали військово-морські сили, використані під час японського вторгнення в Корею (1592–1598).
Японія побудувала свої перші великі океанські військові кораблі на початку XVII століття після контактів із західними країнами під час торгового періоду Наньбан. У 1613 році дайме Сендаю за домовленістю з Токугава Бакуфу побудував «Дате Мару» — 500-тонний корабель типу галеона, який транспортував японське посольство Хасекура Цуненаґа до Америки, яке потім продовжило шлях до Європи. З 1604 року Бакуфу також замовив близько 350 сюінсенів, зазвичай озброєних і включаючих деякі західні технології, головним чином для торгівлі в Південно-Східній Азії.

### Західні вчення та кінець ізоляціонізму

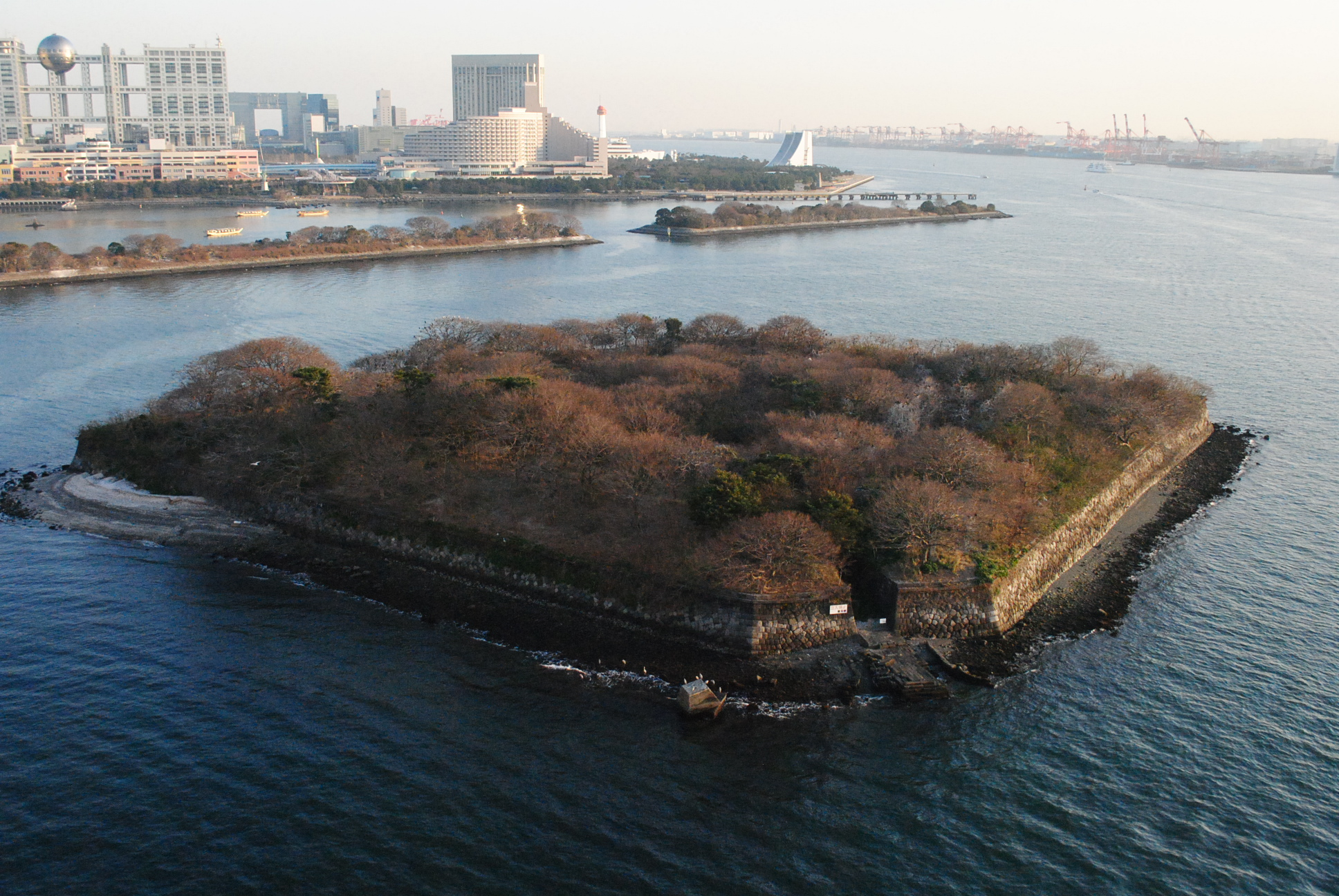
Батарея № 6 Одайба, один із оригінальних батарейних островів епохи Едо. Ці батареї є оборонними спорудами, побудованими, щоб протистояти морським вторгненням.

Понад 200 років, починаючи з 1640-х років, японська політика ізоляції ("сакоку") забороняла контакти із зовнішнім світом і під страхом смерті забороняла будувати океанські кораблі. Проте контакти з голландцями підтримувалися через порт в Нагасакі, китайці також через Нагасакі та Рюкю, а Корея через посередників з Цусімою. Вивчення західних наук, яке називалося "ранґаку" через голландський анклав Дедзіма в Нагасакі призвело до передачі знань, пов'язаних із західною технологічною та науковою революцією що дозволило Японії залишатися в курсі військово-морських наук, таких як картографія, оптика та механічних наук. Відокремлення, однак, призвело до втрати будь-яких морських і морехідних традицій, якими володіла нація.
Крім голландських торгових кораблів, жодним іншим західним суднам не дозволялося заходити в японські порти. Помітним винятком був час наполеонівських воєйн, коли нейтральні кораблі плавали під голландським прапором. Проте суперечки з іноземними кораблями почалися з початку XIX століття. Інцидент у гавані Нагасакі за участю HMS Phaeton у 1808 році та інші наступні інциденти в наступні десятиліття змусили сьоґунат прийняти указ про відсіч іноземним суднам. Західні кораблі, які збільшували свою присутність навколо Японії завдяки китобійному промислу та торгівлі з Китаєм, почали кидати виклик політиці ізоляції.
Інцидент Моррісона в 1837 році та новини про поразку Китаю під час Опіумної війни змусили сьоґунат скасувати закон про страту іноземців і замість цього прийняти Наказ про забезпечення дровами та водою. Сьогунат також почав зміцнювати берегову оборону країни. Багато японців зрозуміли, що традиційних способів буде недостатньо для відбиття подальших вторгнень, і західні знання були використані через голландців у Дедзімі, щоб зміцнити здатність Японії відбивати іноземців; було отримано польові гармати, міномети та вогнепальну зброю, посилено берегову оборону. Численні спроби відкрити Японію закінчувалися невдачею, частково через японський опір, до початку 1850-х років.
Протягом 1853 і 1854 років американські військові кораблі під командуванням коммодора Метью Перрі увійшли в затоку Едо і провели демонстрацію сили, вимагаючи торгових переговорів. Після двохсот років ізоляції Конвенція Канагава 1854 року привела до відкриття Японії для міжнародної торгівлі та взаємодії. Незабаром за цим пішов Договір про дружбу та торгівлю 1858 року та договори з іншими державами.

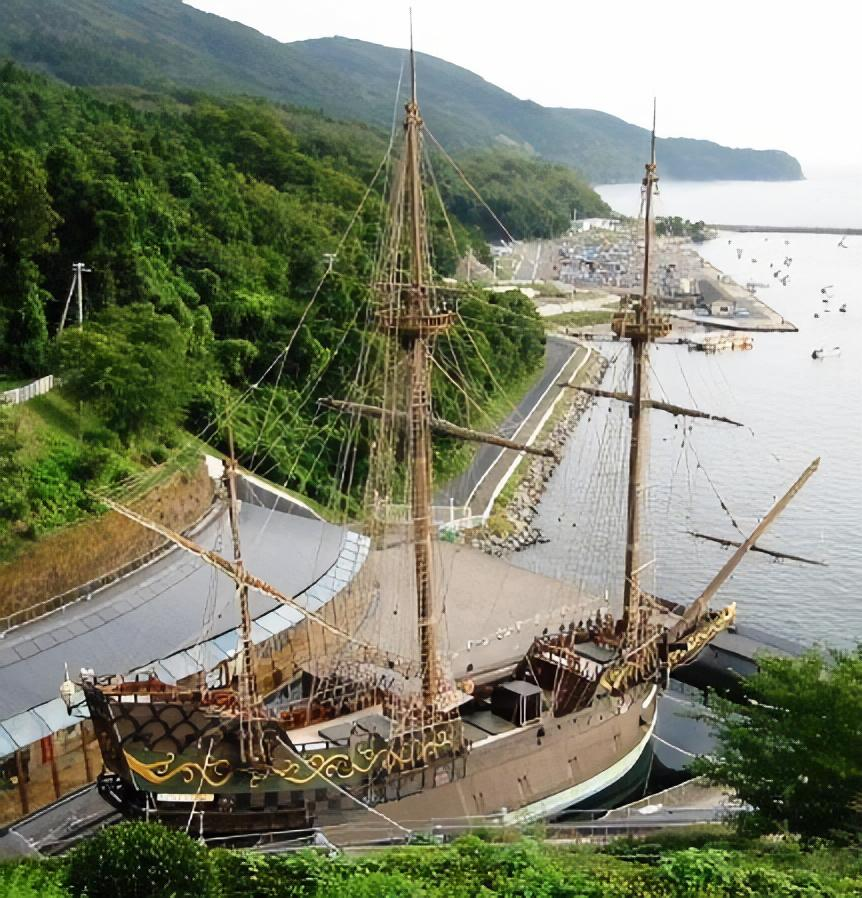
Копія побудованого японцями 1613 року галеона Сан-Хуан Баутіста[en] в Ісіномакі
Картина із зображенням корабля «Червоної печатки» клану Аракі XVII століття, що пливе з Нагасакі до Аннама (В'єтнам)
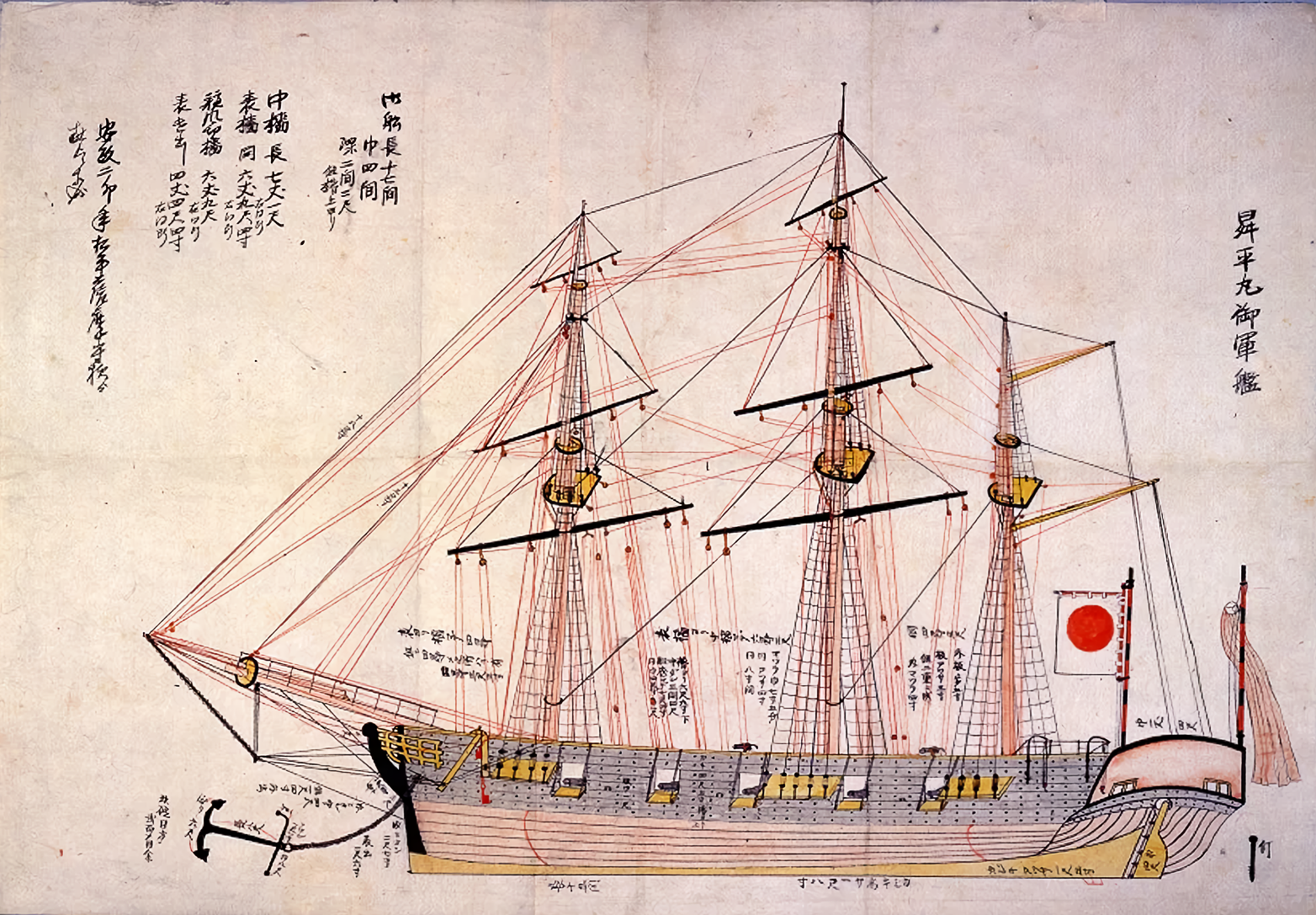
Вітрильний фрегат Шохей Мару[en] (1854) був побудований за голландськими технічними кресленнями.

### Розвиток військово-морських сил сьоґуна та феодалів
Як тільки Японія відкрилася для іноземних впливів, сьогунат Токугава визнав вразливість країни з моря та розпочав активну політику асиміляції та впровадження західних військово-морських технологій. У 1855 році за сприяння Нідерландів сьогунат придбав свій перший паровий військовий корабель Канко Мару і почав використовувати його для навчання, заснувавши Військово-морський навчальний центр у Нагасакі.
Таких самураїв, як майбутній адмірал Еномото Такеакі (1836–1908), сьоґунат відправив на навчання до Нідерландів на кілька років. У 1859 році Військово-морський навчальний центр переїхав до Цукідзі в Токіо. У 1857 році сьогунат придбав свій перший паровий військовий корабель з гвинтовим рушієм Канрін Мару і використовував його як ескорт для японської делегації 1860 року до Сполучених Штатів. У 1865 році французький морський інженер Леонс Верні був найнятий для будівництва перших сучасних військово-морських арсеналів Японії в Йокосуці та Нагасакі.
Сьогунат також дозволив, а потім наказав різним феодам купувати військові кораблі та розвивати військово-морський флот, окремо Сацума звернувся до сьогунату з проханням побудувати сучасні військово-морські кораблі. Військово-морський центр був створений доменом Сацума в Кагосімі, студенти були відправлені за кордон для навчання, і було придбано кілька кораблів. Домени Тьосю, Хідзен, Тоса і Каґа приєдналися до Сацуми в придбанні кораблів. Цих військово-морських елементів виявилося недостатньо під час бомбардування Королівським флотом Кагосіми в 1863 році та бомбардувань союзниками Сімоносекі в 1863–64 роках.
До середини 1860-х років сьоґунат мав флот з восьми військових кораблів і тридцяти шести допоміжних суден. Сацума (яка мала найбільший флот домену) мала дев'ять пароплавів, У Тьосю було п'ять кораблів плюс численні допоміжні кораблі, у Каги було десять кораблів, а у Чікудзен - вісім. Численні менші домени також придбали кілька кораблів. Однак ці флоти нагадували морські організації, а не справжні флоти з кораблями, що функціонували як транспортні, так і як бойові судна; вони також були укомплектовані особовим складом, який не мав досвіду мореплавства, за винятком прибережного плавання, і який практично не мав бойової підготовки.

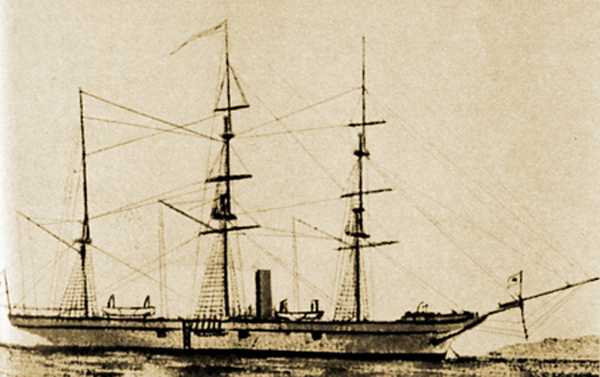
Паровий корвет з гвинтовим рушієм Канрін Мару[en], перший в Японії паровий військовий корабель з гвинтовим рушієм, 1857 рік
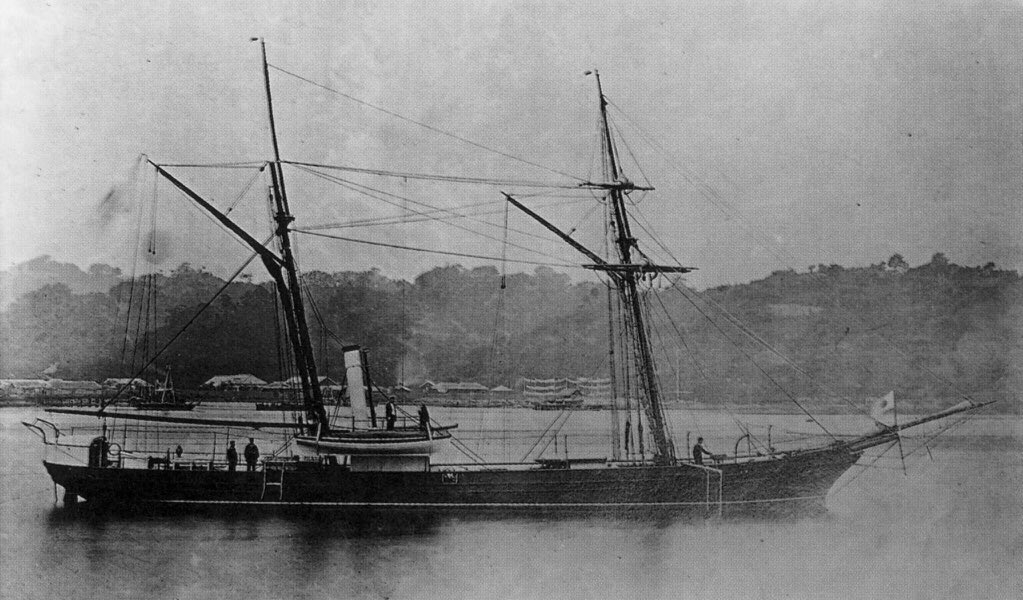
Канонерський човен Чийода[en] був першим японським паровим військовим кораблем, побудованим у країні. Його було завершено у травні 1866 року.
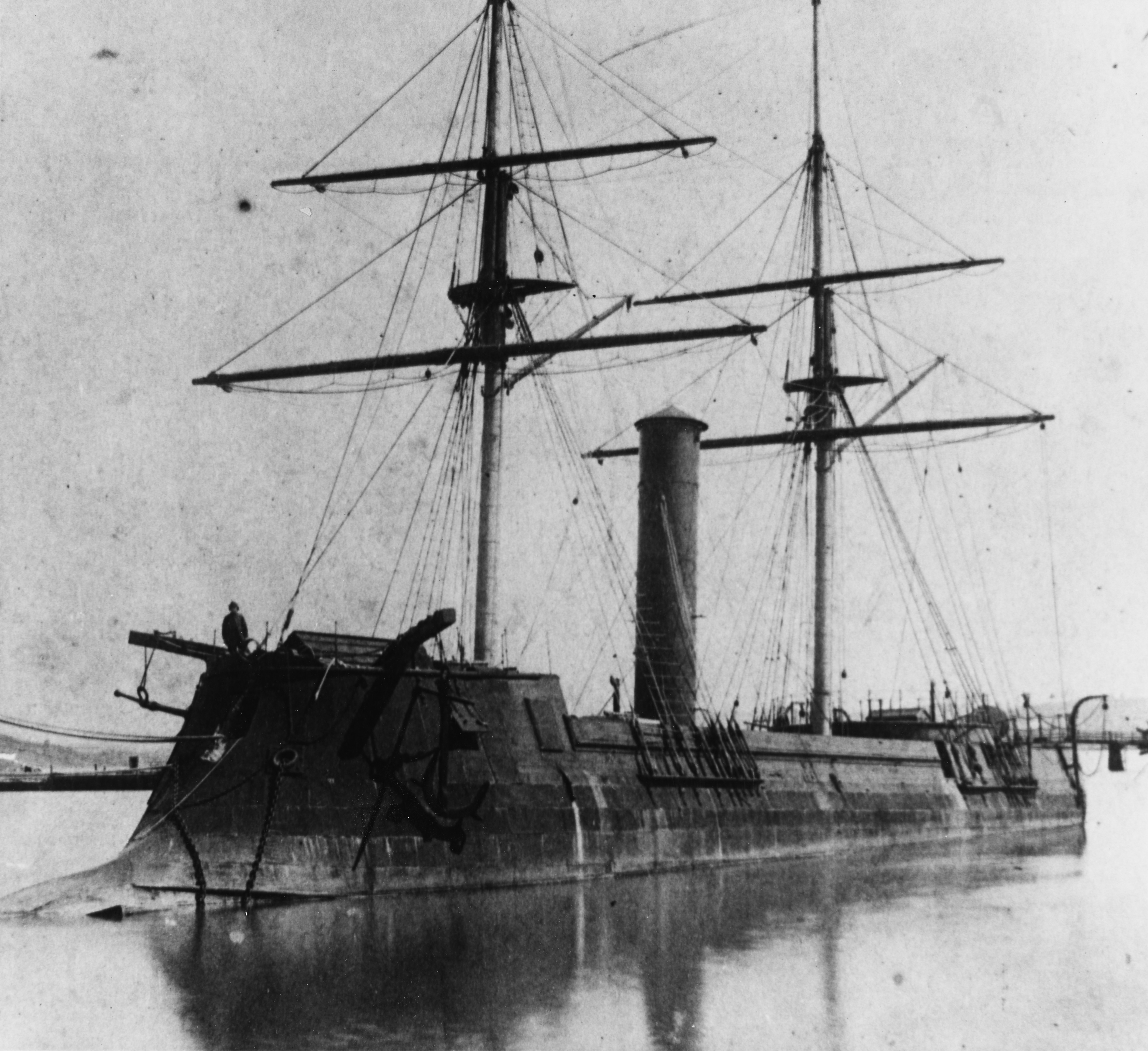
Побудований у Франції панцерний корабель Котецу (колишній CSS Stonewall), перший японський сучасний панцерник, 1869 рік

## Створення Імперського флоту Японії (1868–72)
Реставрація Мейдзі в 1868 році призвела до повалення сьоґунату. З 1868 року новосформований уряд Мейдзі продовжив реформи з централізації та модернізації Японії.

### Війна Босін

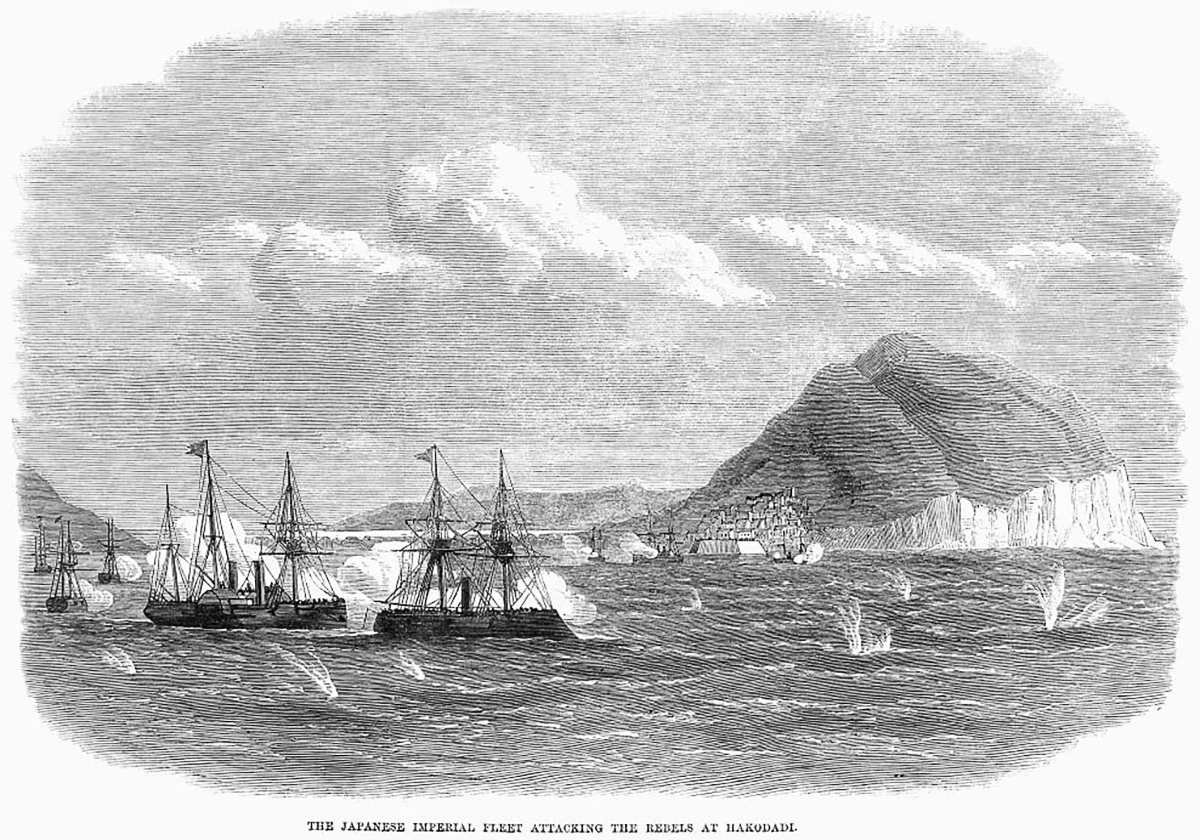
Морська битва при Хакодате, травень 1869 р.; на передньому плані дерев'яний гребний пароплав Японський корвет Касуґа і панцерний корабель Котецу Імперського флоту Японії

Хоча реформатори Мейдзі скинули сьоґунат Токугава, напруженість між колишнім правителем і лідерами реставрації призвела до війни Босін (січень 1868 – червень 1869). Початкова частина конфлікту в основному включала сухопутні битви, при цьому військово-морські сили відігравали мінімальну роль у транспортуванні військ із західної до східної Японії. Лише битва при Аві (28 січня 1868 р.) мала значення; це також стало одним із небагатьох успіхів Токуґави у війні. Токуґава Йосінобу зрештою здався після падіння Едо в липні 1868 року, і в результаті більша частина Японії прийняла правління імператора, однак опір продовжувався на півночі.[джерело?]
26 березня 1868 року в Осакській затоці відбувся перший огляд військово-морських сил Японії, в якому взяли участь шість кораблів приватних флотів Саґа, Тьосю, Сацума, Куруме, Кумамото та Хіросіми. Загальний тоннаж цих кораблів становив 2252 тонни, що було набагато менше, ніж тоннаж єдиного іноземного судна (французького флоту), яке також брало участь. Наступного року, в липні 1869 року, Імператорський флот Японії був офіційно створений через два місяці після останнього бою у війні Босін.[джерело?]
Еномото Такеакі, адмірал військово-морського флоту сьоґуна, відмовився здати всі свої кораблі, перевівши лише чотири судна, і втік на північ Хонсю із залишками флоту сьоґуна: вісім парових військових кораблів і 2000 чоловік. Після поразки опору про-сьогунату на Хонсю адмірал Еномото Такеакі втік на Хоккайдо, де заснував відокремлену Республіку Едзо (27 січня 1869 р.). Новий уряд Мейдзі направив військові сили для придушення повстання, кульмінацією чого стала морська битва при Хакодате в травні 1869 року. Імперська сторона отримала (лютий 1869) панцерник Котецу французького виробництва (спочатку замовлений сьогунатом Токуґава) і рішуче використовувала його до кінця конфлікту.

### Консолідація
У лютому 1868 року імперський уряд передав усі захоплені військово-морські кораблі сьогунату до відділу справ військово-морських сил. У наступні місяці військові сили уряду перейшли під контроль кількох організацій, які були створені, а потім розпущені до заснування Військового міністерства та Міністерства військово-морського флоту Японії в 1872 році. Протягом перших двох років (1868 –1870) держави Мейдзі не існувало національного централізованого флоту, – уряд Мейдзі керував лише тими кораблями Токуґави, захопленими на початку війни Босін 1868–1869 років. Усі інші військово-морські судна залишалися під контролем різних доменів, які були придбані в період Бакумацу. Військово-морські сили відображали політичне середовище Японії того часу: домени зберегли свою політичну та військову незалежність від імперського уряду. Кацу Кайшу, колишній лідер флоту Токуґави, був залучений до уряду на посаду віце-міністра військово-морського флоту в 1872 році, і став першим міністром флоту з 1873 по 1878 рік завдяки своєму військово-морському досвіду та здатності контролювати персонал Токуґави, який зберіг посади в урядових військово-морських силах. Після вступу на посаду Кацу Кайшу рекомендував швидко централізувати всі військово-морські сили – урядові та доменні – під однією агенцією. Уряд Мейдзі, що зароджувався, у перші роки не мав необхідної політичної та військової сили для реалізації такої політики, тому, як і більшість уряду, військово-морські сили зберігали децентралізовану структуру протягом більшої частини 1869-1870 років.[джерело?]
Інцидент, пов'язаний з відмовою Еномото Такеакі здатися та його втечею на Хоккайдо зі значною частиною найкращих військових кораблів колишньіх ВМС Токуґави, політично збентежив уряд Мейдзі. Імперській стороні довелося покладатися на значну морську допомогу від наймогутніших доменів, оскільки уряд не мав достатньої військово-морської сили, щоб самостійно придушити повстання. Хоча сили повстанців на Хоккайдо здалися, реакція уряду на повстання продемонструвала потребу в сильних централізованих військово-морських силах. Ще до повстання лідери реставрації усвідомили необхідність більшої політичної, економічної та військової централізації, і до серпня 1869 року більшість доменів повернули свої землі та реєстри населення уряду. У 1871 році домени були повністю скасовані, і, як і в політичному контексті, централізація флоту почалася з того, що домени пожертвували свої сили центральному уряду. У результаті в 1871 році Японія нарешті могла похвалитися централізованим флотом, це також було інституційним початком японського Імперського флоту.
У лютому 1872 року військове міністерство було замінено окремими міністерством армії та міністерством флоту. У жовтні 1873 року Кацу Кайшу став міністром флоту.

## Другорядна служба (1872–1882)

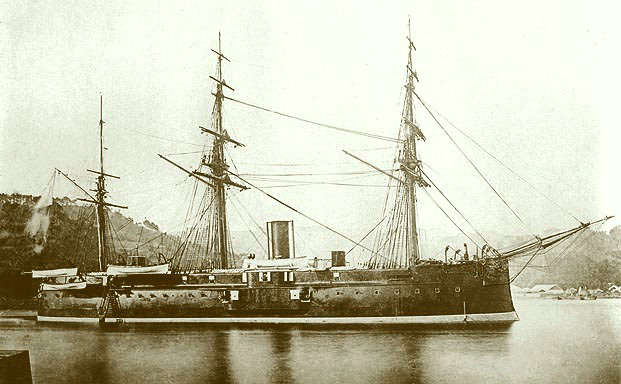
Панцерник Фусо, між 1878 і 1891 роками

Після консолідації уряду нова держава Мейдзі взялася за нарощування національної сили. Уряд Мейдзі дотримувався договорів із західними державами, підписаних у період Бакумацу, з кінцевою метою їх перегляду, що призвело до зменшення загрози з моря. Однак це призвело до конфлікту з незадоволеними самураями, які хотіли вигнати західних жителів, і з групами, які виступали проти реформ Мейдзі. Внутрішнє незадоволення, включаючи селянські повстання, стало ще більшим занепокоєнням для уряду, який, як наслідок, згорнув плани розширення військово-морського флоту. Безпосередньо з 1868 року багато членів коаліції Мейдзі виступали за надання переваги морським силам над армією та вважали силу моря першорядною. У 1870 році новий уряд розробив амбітний план розвитку флоту з 200 кораблів, організованих у десять флотів. Через брак ресурсів план було скасовано протягом року. Фінансові міркування були головним чинником, який обмежував зростання флоту протягом 1870-х років. Японія того часу не була багатою державою. Однак невдовзі внутрішні повстання, повстання Саґи (1874) і особливо повстання Сацуми (1877), змусили уряд зосередитися на сухопутній війні, і армія набула популярності.
Військово-морська політика, як виражається гаслом Шусей Кокубо (буквально: «Статична оборона»), зосереджена на береговій обороні, на основі постійної армії (створеної за сприяння другої французької військової місії в Японії) і прибережного флоту, який міг би виступати в допоміжній ролі, щоб відбити ворога, що вторгся від узбережжя. Військова організація, що виникла в результаті, відповідала принципу Рікусю Кайджу (спочатку армія, потім флот). Це означало захист, призначений для відсічі ворога з японської території, і головна відповідальність за цю місію покладалася на армію Японії; отже, армія отримувала основну частину військових витрат. Протягом 1870-х і 1880-х років Імперський флот Японії залишався переважно силою берегової оборони, хоча уряд Мейдзі продовжував його модернізувати. Джо Шо Мару (незабаром перейменований на Рюдзьо Мару) на замовлення Томаса Гловера був спущений на воду в Абердині, Шотландія, 27 березня 1869 року.[джерело?]

### Британська підтримка та вплив

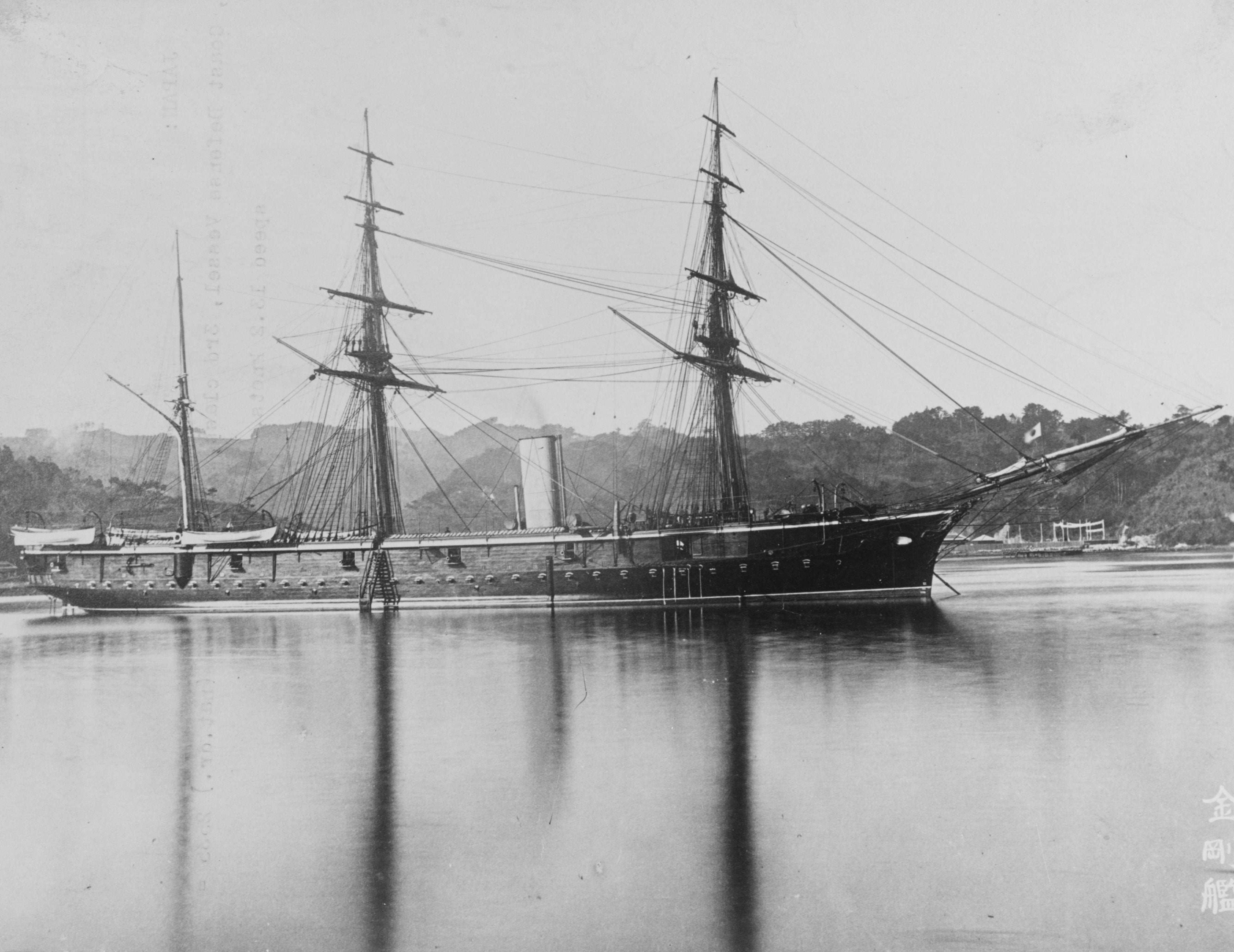
Панцерний корвет Японський панцерник Конґо

У 1870 році імператорський указ визначив, що Королівський флот Великої Британії повинен слугувати моделлю для розвитку замість флоту Нідерландів. У 1873 році британська військово-морська місія з тридцяти чотирьох осіб на чолі з лейтенант-комдр. Арчібальдом Дугласом прибула до Японії. Дуглас кілька років керував навчанням у Військово-морській академії в Цукідзі, місія залишалася в Японії до 1879 року, суттєво просуваючи розвиток військово-морського флоту та міцно встановлюючи британські традиції в японському флоті від питань морської майстерності до стилю його уніформи та поглядів його офіцерів.
Від вересня 1870 року англійський лейтенант Хорс, колишній інструктор зі стрільби у володінні Саґа в період Бакумацу, був призначений відповідальним за практику стрільби на борту Рюдзьо. У 1871 році міністерство вирішило відправити 16 слухачів за кордон для навчання військово-морським наукам (14 до Великої Британії, двох до Сполучених Штатів), серед яких був Хейхачіро Тоґо. Пізніше командир Л. П. Віллан був найнятий у 1879 році для підготовки морських курсантів.
Такі кораблі, як Фусо, Конґо і Хіей, були побудовані на британських верфях, і це були перші військові кораблі, побудовані за кордоном спеціально для Імперського флоту Японії. Приблизно в цей час також виникли приватні будівельні компанії, такі як Ishikawajima та Kawasaki.

### Перші інтервенції за кордоном (Тайвань 1874, Корея 1875–76)
Протягом 1873 року план вторгнення на Корейський півострів, пропозиція Сейканрон, зроблена Сайґо Такаморі, була з незначною мірою скасована рішенням центрального уряду в Токіо. У 1874 році Тайванська експедиція стала першим виходом за кордон нового японського імператорського флоту та армії після Муданського інциденту 1871 року, однак флот слугував переважно як транспортна сила.
Різноманітні інтервенції на Корейському півострові тривали в 1875–1876 роках, починаючи з інциденту на острові Канхва, спровокованого японським канонерським човном Уньйо, що призвело до відправки великих сил Імперського флоту Японії. У результаті був підписаний Японсько-Корейський договір 1876 року, який ознаменував офіційне відкриття Кореї для зовнішньої торгівлі та став першим прикладом інтервенціонізму в західному стилі Японії та застосування тактики «нерівноправних договорів».
У 1878 році японський крейсер «Сейкі» відплив до Європи з повністю японським екіпажем.

## Розширення військово-морського флоту (1882–1893)

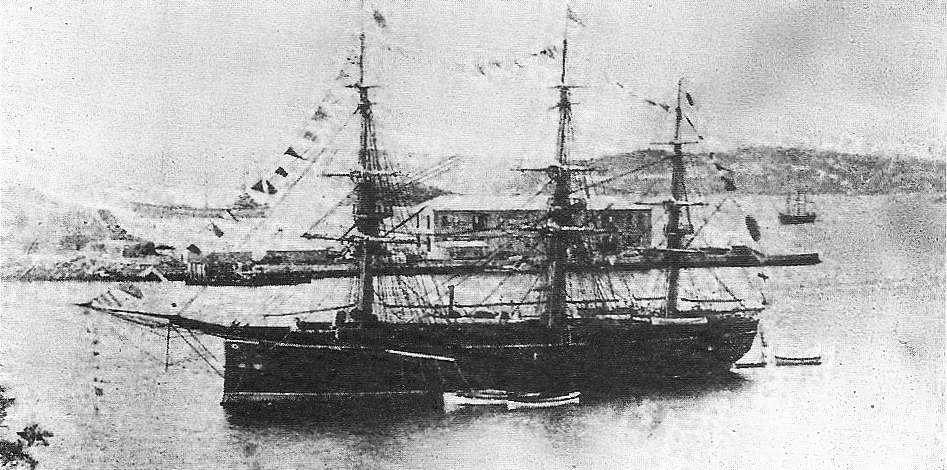
Побудований Великою Британією паровий панцерний військовий корабель Рюдзьо був флагманом японського Імператорського флоту до 1881 року.

- Історія Імперського флоту Японії (1882–1893)[en]

### Перший законопроект про розширення військово-морського флоту
Після інциденту в Імо в липні 1882 року Івакура Томомі подав документ дайдзьокан під назвою «Думки щодо розширення військово-морських сил», у якому стверджував, що сильний флот є важливим для підтримки безпеки Японії. Підтримуючи свої аргументи, Івакура припустив, що внутрішні повстання більше не є головною військовою турботою Японії і що військово-морські справи повинні мати пріоритет над турботами армії; для збереження японської держави сильний флот був важливішим, ніж чисельна армія. Крім того, він обґрунтовував, що великий, сучасний військово-морський флот мав би додаткову потенційну вигоду від прищеплення Японії більшого міжнародного авторитету і визнання, оскільки флоти були міжнародно визнаними ознаками влади та статусу. Івакура також припустив, що уряд Мейдзі міг би підтримати зростання військово-морських сил шляхом збільшення податків на тютюн, саке та сою.
Після тривалих дискусій Івакура зрештою переконав правлячу коаліцію підтримати перший в історії Японії багаторічний план розширення ВМС. У травні 1883 року уряд схвалив план, який після завершення передбачає додавання 32 військових кораблів протягом восьми років вартістю трохи більше ніж ¥26 млн. Ця подія була дуже важливою для флоту, оскільки виділена сума фактично дорівнювала всьому бюджету флоту між 1873 і 1882 роками. План розширення військово-морського флоту 1882 року вдався значною мірою завдяки владі, впливу та заступництву Сацуми. З 19 серпня по 23 листопада 1882 року сили Сацуми під керівництвом Івакури невпинно працювали, щоб забезпечити підтримку плану розширення ВМС. Після об'єднання інших членів Дайдзьокана від Сацума, Івакура звернувся до імператора Мейдзі, переконливо сперечаючись так само, як і з Дайдзьоканом, що розширення військово-морського флоту має вирішальне значення для безпеки Японії та що постійної армії в сорок тисяч чоловік більш ніж достатньо для забезпечення внутрішніх потреб. У той час як уряд мав би спрямувати левову частку майбутніх військових асигнувань на військово-морські справи, потужний флот легітимізував би збільшення податкових надходжень. 24 листопада імператор зібрав обраних міністрів дайдзьокан разом із військовими офіцерами та оголосив про необхідність збільшення податкових надходжень, щоб забезпечити належне фінансування військової експансії, після чого відбувся імперський перепис. Наступного місяця, у грудні, було повністю схвалено щорічне підвищення податку на саке, сою та тютюн на ¥2.5 млн., сподіваючись, що це забезпечить ¥3.5 млн. щорічно на будівництво військових кораблів і ¥2.5 млн. на обслуговування військових кораблів. У лютому 1883 року уряд спрямував додаткові надходження від інших міністерств на підтримку збільшення бюджету військового флоту на будівництво та закупівлі військових кораблів. До березня 1883 року флот отримав ¥6,5 мільйона, необхідних щорічно для підтримки восьмирічного плану розширення, це було найбільше, що отримав Імперський флот Японії за весь час свого існування.
Проте розширення військово-морського флоту залишалося дуже спірним питанням як для уряду, так і для флоту протягом більшої частини 1880-х років. Закордонний прогрес у військово-морській техніці збільшив витрати на закупівлю великих компонентів сучасного флоту, так що до 1885 року перевищення витрат поставило під загрозу весь план 1883 року. Крім того, збільшення витрат у поєднанні зі зменшенням внутрішніх податкових надходжень, підвищило занепокоєння та політичну напругу в Японії щодо фінансування розширення військово-морського флоту.
У 1883 році на британських верфях було замовлено два великих військових кораблі.[джерело?]
Наніва і Такачіхо були 3650-тонними кораблями. Вони розвивали швидкість до 18 вузлів (33 км/год; 21 миль/год) і були озброєні палубною бронею від 54 до 76 мм (2-3 дюйми) і двома 260-мм (10 дюймами) гарматами Круппа. Військово-морський архітектор Сасо Сачу спроектував їх на основі захищених крейсерів класу Elswick, але з чудовими специфікаціями. Проте перегони озброєнь відбувалася з Китаєм, який оснастив себе двома 7335-тонними лінійними кораблями німецької побудови (Тін Юань і Чень-Юань). Не маючи змоги протистояти китайському флоту лише двома сучасними крейсерами, Японія вдалася до допомоги Франції для створення великого сучасного флоту, який міг би перемогти в майбутньому конфлікті.

### Вплив французької "Молодої школи" (1880-ті)

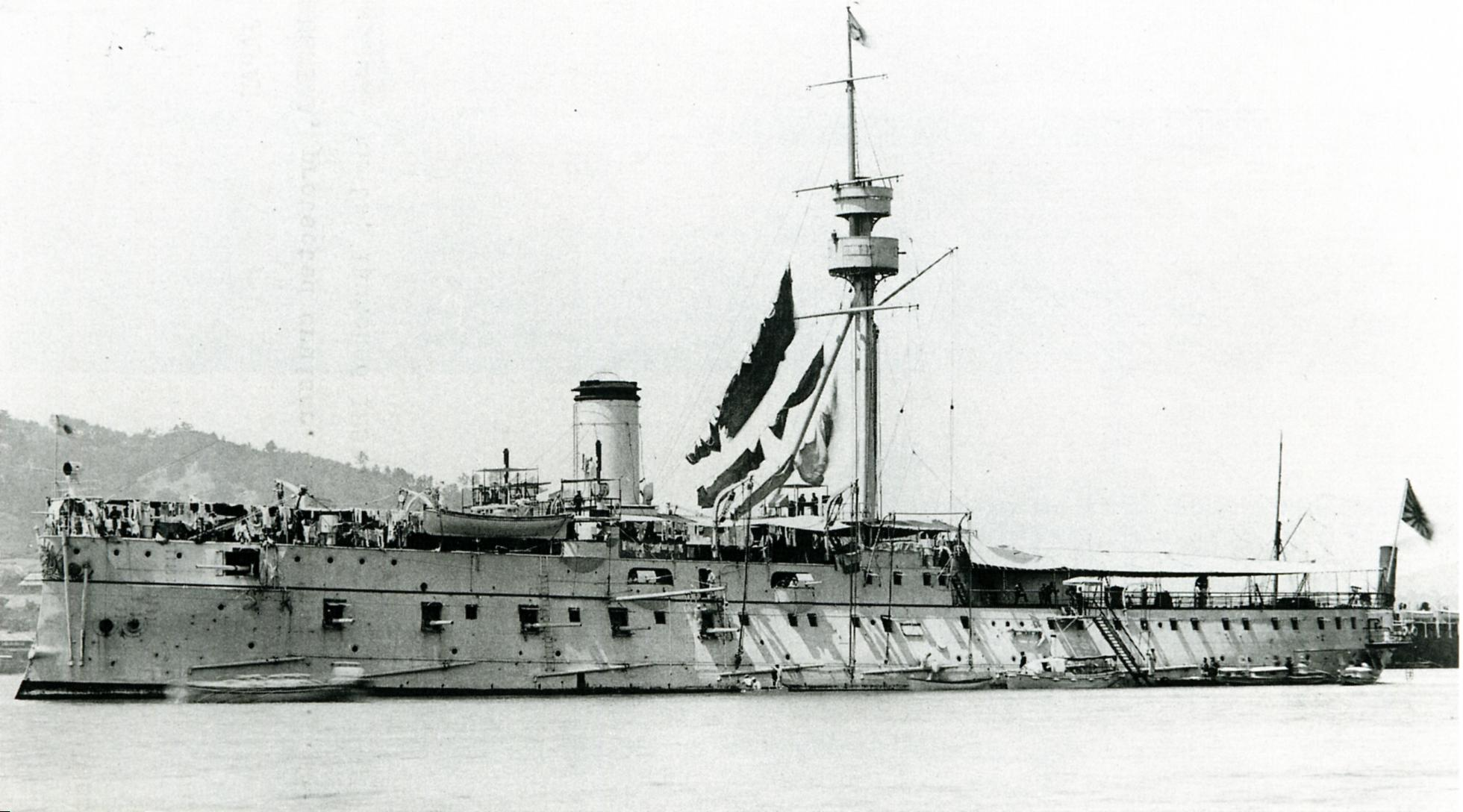
Побудований у Франції захищений крейсер «Мацусіма», флагман IJN у битві на річці Ялу в 1894 році

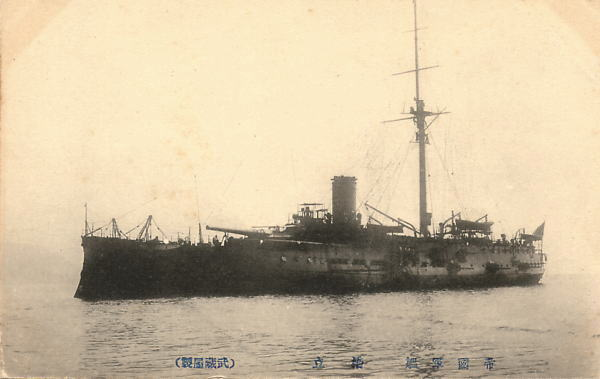
Захищений крейсер Японський крейсер Хашідате, побудований у країні на арсеналі Йокосука

Протягом 1880-х років Франція взяла на себе лідерство за впливом завдяки своїй доктрині «Jeune École» («молода школа»), яка віддавала перевагу невеликим, швидким військовим кораблям, особливо крейсерам і торпедним катерам, проти більших підрозділів. Можливо, на вибір Франції також вплинув міністр військово-морського флоту, яким на той час був Еномото Такеакі (міністр військово-морського флоту 1880–1885), колишній союзник французів під час війни Босін. Крім того, Японія була неспокійною залежністю від Великої Британії в той час, коли Велика Британія була дуже близькою до Китаю.
У 1882 році уряд Мейдзі опублікував законопроект про перше розширення військово-морських сил, вимагаючи будівництва 48 військових кораблів, з яких 22 мали бути торпедними катерами. Морські успіхи французького флоту проти Китаю в китайсько-французькій війні 1883–1885 років, здавалося, підтвердили потенціал торпедних катерів, підхід, який також був привабливим для обмежених ресурсів Японії. У 1885 році новим гаслом ВМС стало Кайкоку Ніхон (яп. 海国日本, «Морська Японія»).
У 1885 році провідний інженер ВМС Франції Еміль Бертен був найнятий на чотири роки, щоб підсилити японський флот і керувати будівництвом арсеналів Куре і Сасебо. Він розробив клас крейсерів Санкейкан; три одиниці з однією потужною основною гарматою, 320-мм (13 дюймів) гарматою Кане. Загалом Бертін керував будівництвом понад 20 кораблів. Вони допомогли заснувати перші справжні сучасні військово-морські сили Японії. Це дозволило Японії досягти майстерності в будівництві великих суден, оскільки деякі кораблі були імпортовані, а інші були побудовані всередині країни в арсеналі Йокосука:
- 3 крейсери: 4700 тонні Мацусіма та Іцукусіма[en], побудовані у Франції, і Хасідате[en], побудовані в Йокосуці.[33]
- 3 військові кораблі прибережної зони по 4278 тонн.
- 2 малих крейсера: Чійода[en], малий крейсер водотоннажністю 2439 тонн, побудований у Великій Британії, і Яеяма[en], 1800 тонн, побудований в Йокосуці.
- 1 фрегат, 1600-тонний Такао[en], побудований в Йокосуці.[35]
- 1 авізо: 726-тонний Чішіма[en], побудований у Франції.
- 16 торпедних катерів по 54 тонни кожен, побудованих у Франції компанією Companie du Creusot в 1888 році і зібраних в Японії.[33]

Цей період також дозволив Японії «охопити нові революційні технології, втілені в торпедах, торпедних катерах і мінах, з яких французи на той час були, ймовірно, найкращими представниками світу». Японія придбала свої перші торпеди в 1884 році, а в 1886 році заснувала «Центр підготовки торпедників» в Йокосуці.
Ці кораблі, замовлені протягом 1885 і 1886 фінансових років, були останніми великими замовленнями, розміщеними у Франції. Однак непояснене затоплення Унебі на шляху з Франції до Японії в грудні 1886 року викликало збентеження.

### Британське суднобудування

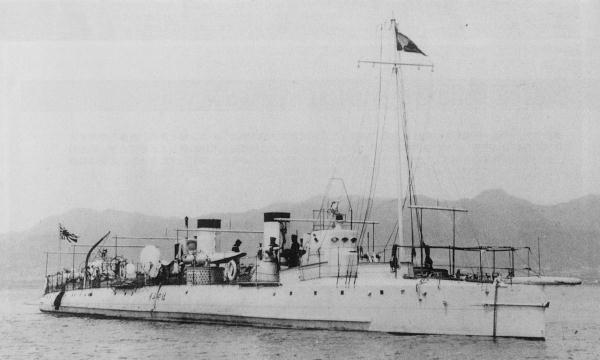
Торпедний катер Торпедний катер типу «Хаябуса».

Японія знову звернулася до Британії, замовивши революційний торпедний катер Котака, який вважався першим ефективним проектом есмінця, у 1887 році та з купівлею Йошіно, побудованого на заводі Армстронг в Елсвіку, Ньюкасл-апон-Тайн, найшвидшого крейсера у світі на момент його спуску на воду в 1892 році. У 1889 році вона замовила побудований Клайдом Чійода, який визначив тип панцерних крейсерів.
Між 1882 і 1918 роками, закінчивши візит французької військової місії до Японії, Імперський флот Японії взагалі перестав покладатися на іноземних інструкторів. У 1886 році вони виготовили власний призматичний порох, а в 1892 році один з його офіцерів винайшов потужну вибухівку, порох Шимозе.

## Японо-китайська війна (1894–1895)
Японія продовжувала модернізацію свого військово-морського флоту, особливо тому, що Китай також будував потужний сучасний флот за допомогою іноземної, особливо німецької, допомоги і, як наслідок, зростала напруженість між двома країнами через Корею. Японське військово-морське керівництво напередодні військових дій було в цілому обережне і навіть побоювалося оскільки флот ще не отримав військові кораблі, замовлені в лютому 1893 року, особливо лінійні кораблі Фудзі та Яшіма й крейсер Акаші. Отже, початок бойових дій у той час не був ідеальним, і флот був набагато менш впевнений, ніж японська армія, щодо результатів війни з Китаєм.

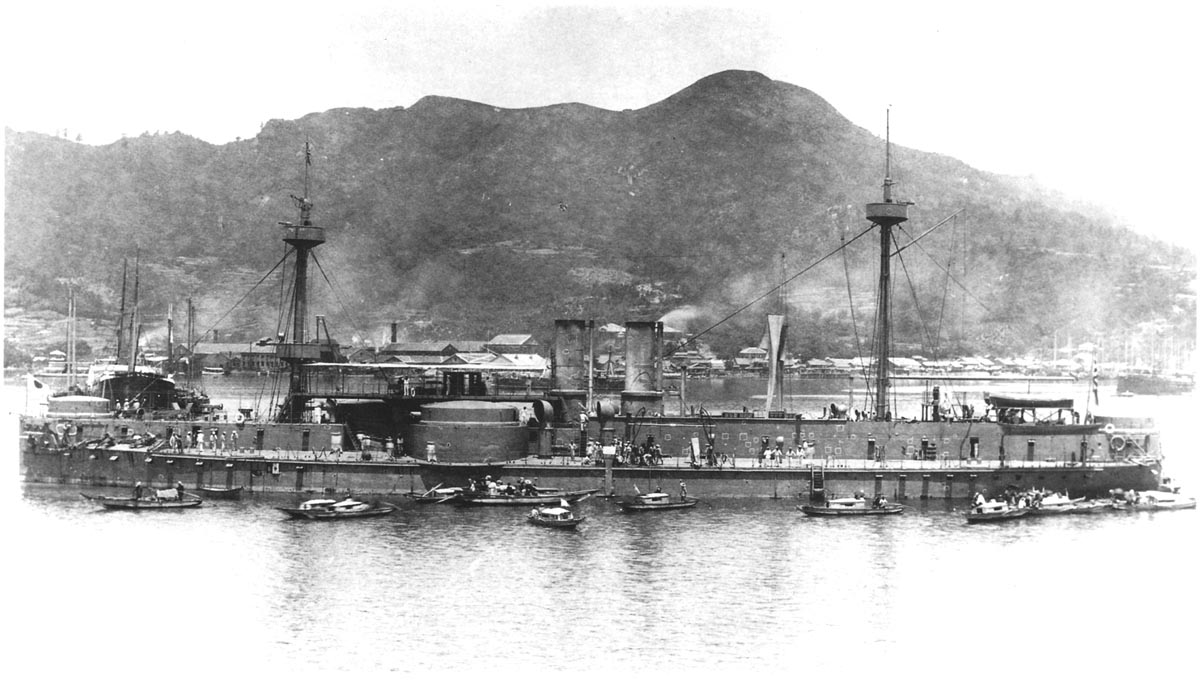
Китайський панцерний лінкор Китайський панцерник Чженьюань флот Бейян, захоплений Японією в 1895 році

Основною стратегією Японії було отримати командування на морі, оскільки це було критично важливо для операцій на суші. Швидка перемога над флотом Бейян дозволила б Японії транспортувати війська та матеріали на Корейський півострів, однак будь-яке продовження війни збільшило б ризик втручання європейських держав, які мають інтереси у Східній Азії. Армійська 5-та дивізія висадиться в Чемулпо на західному узбережжі Кореї, щоб вступити в бойові дії та відштовхнути китайські сили на північний захід вгору півострова, а також втягнути флот Бейян у Жовте море, де він вступить у вирішальний бій. Залежно від результату цієї взаємодії Японія зробить один із трьох варіантів; Якщо Об’єднаний флот здобуде рішучу перемогу, більша частина японської армії негайно висадиться на узбережжі між Шаньхайгуанем і Тяньцзінем, щоб перемогти китайську армію та швидко завершити війну. Якщо бій закінчився нічиєю і жодна сторона не отримала контролю над морем, армія зосередилася б на окупації Кореї. Нарешті, якщо Об’єднаний флот зазнає поразки і, як наслідок, втратить командування на морі, основна частина армії залишиться в Японії та готуватиметься відбити китайське вторгнення, тоді як п’ятій дивізії в Кореї буде наказано триматися та боротися з ар’єргардом.
Японська ескадра перехопила і розгромила китайські сили біля корейського острова Пунгдо; пошкодження крейсера, потоплення навантаженого транспорту, захоплення одного канонерського човна та знищення іншого. Битва відбулася до офіційного оголошення війни 1 серпня 1894 року. 10 серпня японці наважилися увійти в Жовте море, щоб знайти флот Бейянг і обстріляли Вейхайвей і Порт-Артур. Знайшовши лише невеликі судна в обох портах, Об'єднаний флот повернувся до Кореї, щоб підтримати подальшу висадку біля китайського узбережжя. Флот Бейян під командуванням адмірала Діна спочатку отримав наказ триматися поблизу китайського узбережжя, а підкріплення були відправлені до Кореї по суші. Але оскільки японські війська дуже швидко просунулися на північ від Сеула до Пхеньяну, у середині вересня китайці вирішили відправити війська до Кореї морем під морським ескортом.
Водночас, оскільки не було вирішального зіткнення на морі, японці вирішили надіслати додаткові війська до Кореї. На початку вересня флоту було наказано підтримувати подальшу висадку та підтримувати армію на західному узбережжі Кореї. Коли японські сухопутні сили рушили на північ, щоб атакувати Пхеньян, адмірал Іто правильно припустив, що китайці спробують підсилити свою армію в Кореї морем. 14 вересня Об'єднаний флот пішов на північ, щоб обстежити корейське та китайське узбережжя та привести до бою флот Бейян. 17 вересня 1894 року японці зіткнулися з ними біля гирла річки Ялу. Тоді об'єднаний флот розгромив флот Бейян під час битви, в якій китайський флот втратив вісім із 12 військових кораблів. Згодом китайці відступили за укріплення Вейхайвей. Однак потім вони були зненацька атаковані японськими військами, які обійшли оборону гавані в координації з флотом. Залишки Бейянського флоту були знищені в Вейхайвеї. Незважаючи на те, що Японія перемогла, два великих китайських панцерних корабля німецького виробництва (Дін'юань і Чженьюань) залишилися майже непроникними для японських гармат, що підкреслило потребу в більших капітальних кораблях для Імперського флоту Японії. Таким чином, наступним кроком розширення Імперського флоту Японії буде поєднання важкоозброєних великих військових кораблів з меншими та інноваційними наступальними суднами, які дозволять застосовувати агресивну тактику.
В результаті конфлікту за договором Сімоносекі (17 квітня 1895 р.) Тайвань і Пескадорські острови були передані Японії. Імперський флот Японії заволодів островом і придушив опозиційні рухи в період з березня по жовтень 1895 року. Японія також отримала Ляодунський півострів, хоча вона була змушена Росією, Німеччиною та Францією повернути його Китаю (потрійна інтервенція), але невдовзі після цього Росія заволоділа ним.

## Придушення боксерського повстання (1900)
Імператорський флот Японії також втрутився в Китай у 1900 році, взявши участь разом із західними державами в придушенні китайського Боксерського повстання. Військово-морський флот поставив найбільшу кількість військових кораблів (18 із загальної кількості 50) і доставив найбільший контингент військ серед держав, що втручалися (20 840 солдатів японської армії та військово-морського флоту із загальної кількості 54 000).
Конфлікт дозволив Японії вступити в бій разом із західними державами та з перших рук зрозуміти їхні методи ведення бою.[джерело?]

## Нарощування військово-морських сил і напруженість у відносинах з Росією
- Флот Шість-Шість[en]

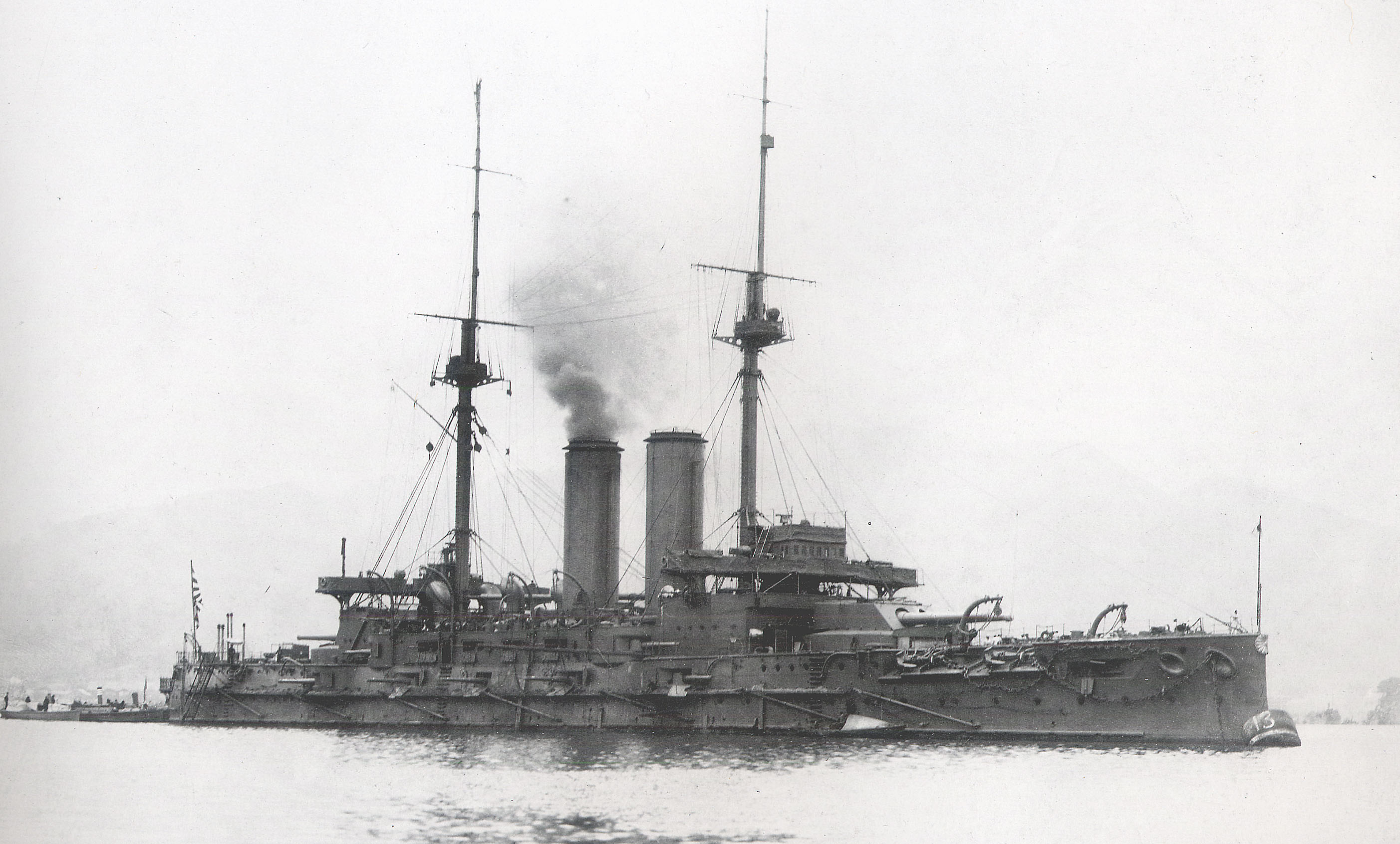
Переддредноутний лінкор Мікаса, один з найпотужніших лінкорів свого часу, у 1905 році був одним із шести лінкорів, замовлених у рамках програми.

Після війни проти Китаю потрійна інтервенція під керівництвом Росії змусила Японію відмовитися від претензій на Ляодунський півострів. Японці добре знали про морську силу трьох країн у водах Східної Азії, особливо Росії. Зіткнувшись із невеликим вибором, японці повернули територію Китаю за додаткові 30 мільйонів таелів (приблизно ¥45 мільйонів). З приниженням примусового повернення Ляодунського півострова Японія почала нарощувати свою військову силу, готуючись до майбутніх протистоянь. Політичний капітал і суспільна підтримка військово-морського флоту, здобуті в результаті недавнього конфлікту з Китаєм, також сприяли народній і законодавчій підтримці розширення флоту.
У 1895 році Ямамото Ґомбею було доручено скласти дослідження майбутніх військово-морських потреб Японії. Він вважав, що Японія повинна мати достатню військово-морську силу, щоб не тільки мати справу з одним гіпотетичним ворогом окремо, але й протистояти будь-якому флоту двох об'єднаних держав, який може бути спрямований проти Японії з заморських вод. Він припускав, що з огляду на суперечливі міжнародні інтереси, малоймовірно, що британці та росіяни коли-небудь об'єднаються у війні проти Японії, вважаючи більш імовірним, що така велика держава, як Росія в союзі з меншою морською державою, направить частину свого флоту проти Японії. Тому Ямамото підрахував, що чотири лінкори будуть основною бойовою силою, яку велика держава могла б відвернути від своїх інших військово-морських зобов'язань для використання проти Японії, і він також додав ще два лінкори, які могли б бути внесені в таку морську експедицію меншою ворожою державою. Для досягнення перемоги Японія повинна мати сили з шести найбільших лінійних кораблів, доповнених чотирма броненосними крейсерами щонайменше 7000 тонн. Центральним елементом цього розширення мало бути придбання чотирьох нових лінійних кораблів на додаток до двох, які вже завершувалися в Британії, будучи частиною попередньої програми будівництва. Ямамото також виступав за будівництво збалансованого флоту.

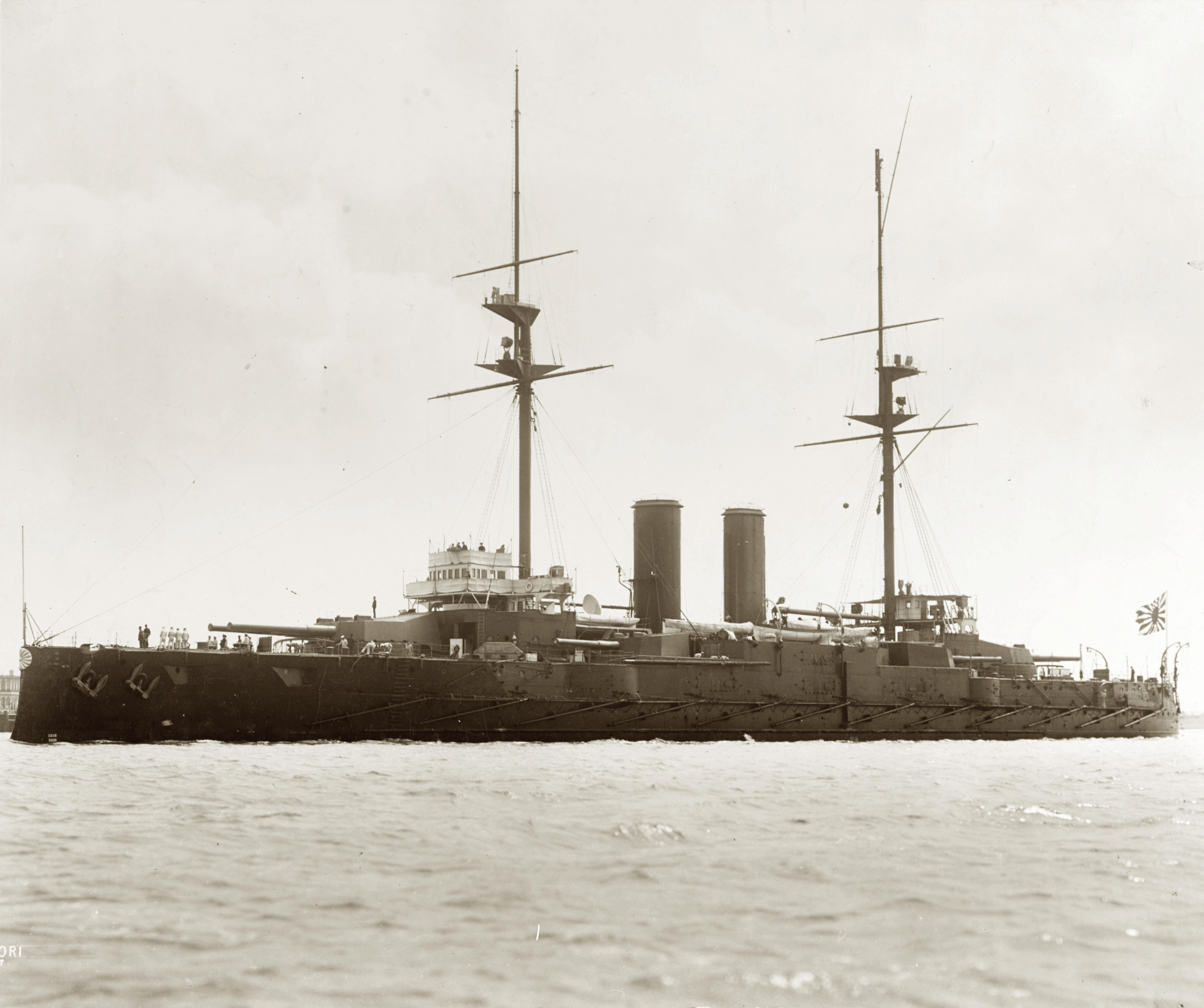
Переддредноутний лінкор Японський лінкор Каторі

Лінкори будуть доповнюватися меншими бойовими кораблями різних типів, включаючи крейсери, які могли б шукати і переслідувати ворога, а також достатню кількість міноносців і торпедних катерів, здатних вражати ворога в портах приписки. У результаті програма також включала будівництво двадцяти трьох есмінців, шістдесяти трьох торпедних катерів, а також розширення японських верфей і ремонтних і навчальних закладів. У 1897 році через побоювання, що розмір російського флоту, призначеного для східноазійських вод, може бути більшим, ніж вважалося раніше, план було переглянуто. Хоча бюджетні обмеження просто не дозволили побудувати ще одну ескадру лінкорів, нові панцерні плити Гарві і KC могли протистояти всім, крім найбільших бронебійних снарядів. Тепер Японія могла придбати броненосні крейсери, які могли б зайняти місце в бойовій лінії. Отже, з новою бронею та легшими, але потужнішими швидкострільними гарматами, цей новий тип крейсера перевершував багато старих лінійних кораблів, які все ще були на плаву. Згодом уточнення десятирічного плану призвело до того, що чотири броненосних крейсера були замінені двома додатковими броненосними крейсерами. Як наслідок, народився «Флот Шість-шість» з шістьма лінійними кораблями та шістьма броненосними крейсерами.
Програма 260 000-тонного військово-морського флоту, яка має бути завершена протягом десяти років у два етапи будівництва, загальною вартістю ¥280 мільйонів, була схвалена кабінетом наприкінці 1895 року та профінансована парламентом на початку 1896 року. Із загальної суми придбання військових кораблів припадає на трохи більше ¥200 мільйонів. Перший етап розпочнеться в 1896 році і завершиться до 1902 року; другий діятиме з 1897 по 1905 рік. Програма фінансувалася значною мірою за рахунок контрибуції Китаю, отриманої після Першої китайсько-японської війни. Це було використано для фінансування основної частини розширення військово-морського флоту, приблизно ¥139 мільйонів, а державні позики та наявні державні надходження забезпечили решту фінансування, необхідного протягом десяти років програми. Промислових ресурсів Японії на той час було недостатньо для будівництва флоту броньованих військових кораблів у країні, оскільки країна все ще перебувала в процесі розвитку та придбання промислової інфраструктури для будівництва великих військово-морських суден. Отже, переважна більшість була побудована на британських корабельнях. Після завершення будівництва флоту Японія стане четвертою за силою військово-морською державою в світі за одне десятиліття. У 1902 році Японія уклала союз з Великою Британією, умови якого свідчили, що якщо Японія почне війну на Далекому Сході і в боротьбу проти Японії вступить третя держава, то Британія прийде на допомогу японцям. Це була спроба запобігти військовому втручанню будь-якої третьої держави у будь-яку майбутню війну з Росією.

## Російсько-японська війна (1904–1905)
Новий флот складався з:

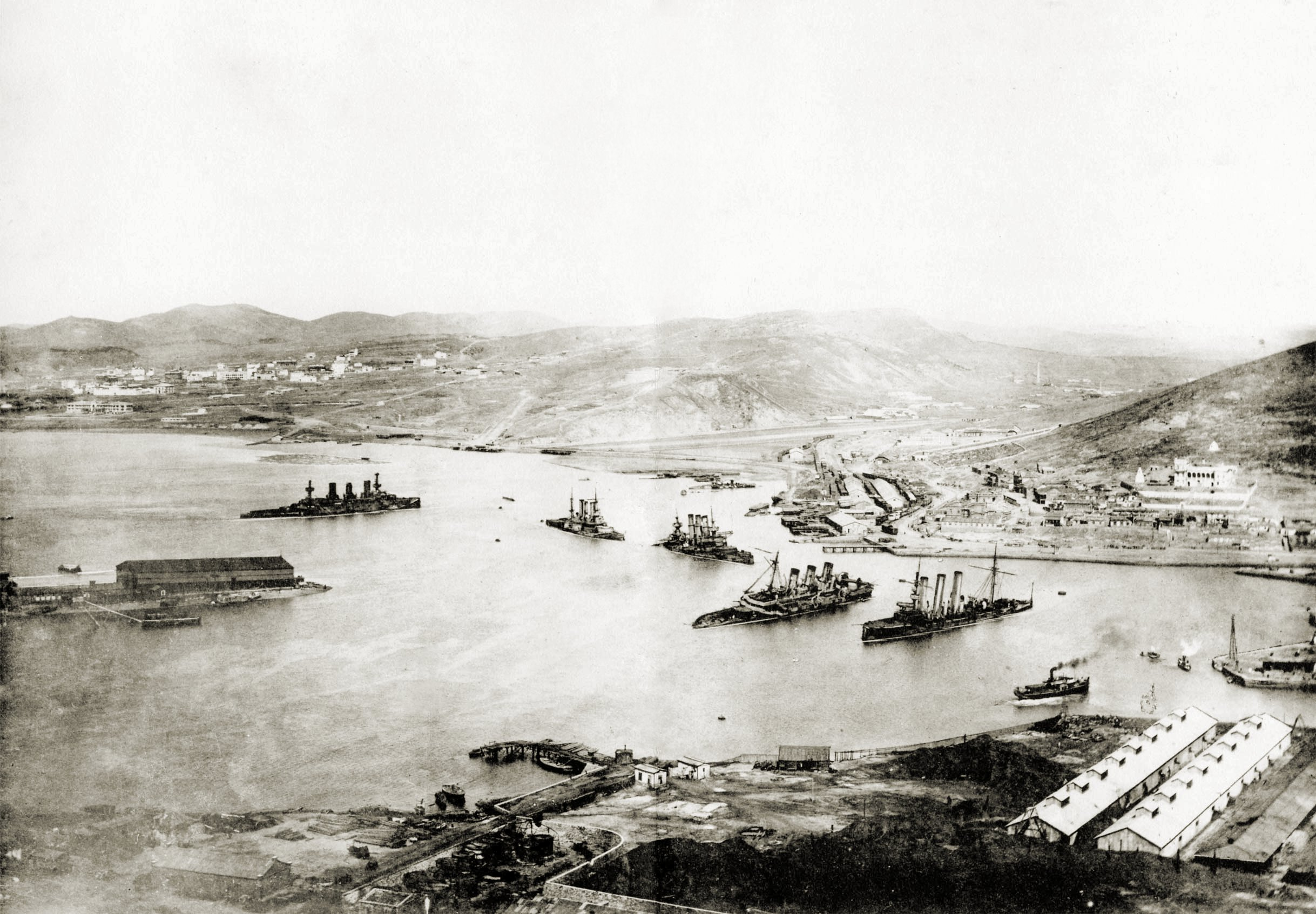
Вид на Порт-Артур з вершини Голд-Гілл після капітуляції в 1905 році. Зліва від уламків російських переддредноутних лінкорів Пересвет (панцерник), Полтава, Ретвізан (панцерник), Побєда (панцерник) та захищеного крейсера Російський панцерник Палада (1899)

- 6 лінкорів (усі Британської будови)
- 8 панцерних крейсерів (4 британської, 2 італійської, 1 німецької будови Якумо[en], та 1 французької будови Азума)
- 9 крейсерів (5 японської, 2 британської та 2 американської будови)
- 24 ескадрених міноносців (16 британської та 8 японської будови)
- 63 міноносців (26 німецької, 10 британської, 17 французької та 10 японської будови)

Один із цих бойових кораблів, Мікаса, який був одним з найпотужніших військових кораблів на плаву після завершення, було замовлено у корабельні Vickers у Сполученому Королівстві наприкінці 1898 року для доставки до Японії в 1902 році. Комерційне суднобудування в Японії було продемонстровано будівництвом двогвинтового пароплава Акі-Мару, побудованого для Nippon Yusen Kaisha від корабельні Mitsubishi, Наґасакі. Японський імперський крейсер Чітосе був збудований на Union Iron Works у Сан-Франциско, Каліфорнія.[джерело?]
Кульмінацією цих суперечок стала російсько-японська війна. У битві під Цусімою адмірал Тоґо (прапор на Мікасі) привів великий японський флот до вирішального бою. Російський флот був майже повністю знищений: із 38 російських кораблів 21 було потоплено, 7 захоплено, 6 роззброєно, 4545 російських військовослужбовців загинуло і 6106 потрапило в полон. З іншого боку, японці втратили лише 116 чоловік і три торпедні катери. Ці перемоги зламали російську силу в Східній Азії та спровокували хвилі повстань у російському флоті в Севастополі, Владивостоці та Кронштадті, піком яких стало повстання Потьомкіна в червні, тим самим сприяючи російській революції 1905 року. Перемога під Цусімою підняла авторитет військово-морського флоту.
Імперський флот Японії придбав свої перші підводні човни в 1905 році від Electric Boat Company, лише через чотири роки після того, як ВМС США ввели в експлуатацію свій перший підводний човен USS Holland. Кораблі були спроектовані Голландом і були розроблені під наглядом представника Electric Boat Артура Л. Буша. Ці п'ять підводних човнів (відомих як Holland Type VII) були відправлені у формі комплекту до Японії (жовтень 1904 року), а потім зібрані в Йокосукці, Канагава Морським арсеналом Йокосука, щоб стати корпусами № 1-5 і вступили в дію наприкінці 1905 року.

## На шляху до автономного національного флоту (1905–1914)

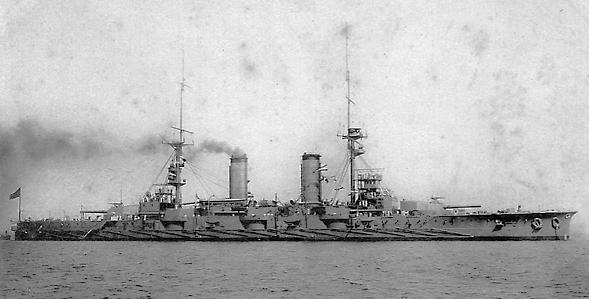
Напівдредноутний лінкор Японський лінкор Сацума, перший у світі корабель, який був розроблений і закладений як лінкор "тільки великих гармат"

Японія продовжувала свої зусилля щодо створення сильної національної військово-морської промисловості. Дотримуючись стратегії «копіювати, вдосконалювати, вносити інновації», іноземні кораблі різних конструкцій зазвичай детально аналізували, їхні специфікації часто вдосконалювали, а потім закуповували парами, щоб організувати порівняльні випробування та вдосконалення. Протягом багатьох років імпорт цілих класів кораблів поступово замінювався місцевим складанням, а потім повним місцевим виробництвом, починаючи з найменших кораблів, таких як торпедні катери та крейсери в 1880-х роках, і закінчуючи цілими лінійними кораблями на початку XX століття. Остання велика покупка була в 1913 році, коли лінійний крейсер Конґо був придбаний на верфі Vickers. До 1918 року не було жодного аспекту суднобудівної технології, де можливості Японії були б значно нижчими за світові стандарти..
У період відразу після Цусіми IJN, під впливом військово-морського теоретика Сато Тецутаро, прийняла чітку політику будівництва для потенційного майбутнього конфлікту проти ВМС США. Сато закликав до бойового флоту, щонайменше на 70% сильніший, ніж у США. У 1907 році офіційною політикою військово-морського флоту став «флот вісім-вісім» з восьми сучасних лінійних кораблів і восьми лінійних крейсерів. Однак фінансові обмеження не дозволили цьому ідеалу стати реальністю.
До 1920 року Імперський флот Японії був третім за величиною флотом у світі та лідером у розвитку військово-морських сил:
- Після винаходу Марконі в 1897 році японський флот був першим флотом, який застосував бездротову телеграфію в боях у битві під Цусімою 1905 року.[67]
- У 1905 році вони почали будувати лінкор Сацума[en], на той час найбільший військовий корабель у світі за водотоннажністю, і перший корабель, який був спроектований, замовлений і закладений як лінкор «тільки великих гармат» приблизно за рік до спуск HMS Dreadnought. Однак через нестачу матеріалу він був завершений зі змішаними калібрами стволів, спущений на воду 15 листопада 1906 року та завершеним 25 березня 1910 року.[68][69]
- Поміж 1903[68] та 1910, Японія почала будувати лінкори всередині країни. Лінкор «Сацума» 1906 року був побудований в Японії з приблизно 80% матеріалів, імпортованих з Великої Британії, з наступним класом лінкорів у 1909 році,[70] Каваті, побудованим лише з 20% імпортних частин.

## Перша світова війна (1914–1918)
- Імперський флот Японії в Першій світовій війні[en]

Японія вступила у Першу світову війну на боці Антанти, проти Німеччини та Австро-Угорщини, як наслідок англо-японського союзу 1902 року. Під час облоги Ціньдао японський імперський флот допоміг захопити німецьку колонію в затоці Цзяочжоу. Під час облоги, яка розпочалася 5 вересня 1914 року, Вакамія здійснив перші в світі успішні авіаудари з моря. 6 вересня 1914 року, під час першої в історії повітряно-морської битви, літак «Фарман», запущений Вакамією, атакував австро-угорський крейсер Кайзерін Елізабет і німецький канонерський човен Ягуар біля Ціндао із затоки Цзяочжоу. Чотири гідролітаки Моріса Фармана бомбардували німецькі наземні цілі, такі як центри зв'язку та командування, і пошкодили німецький мінний загороджувач на півострові Ціндао з вересня по 6 листопада 1914 року, коли німці капітулювали.

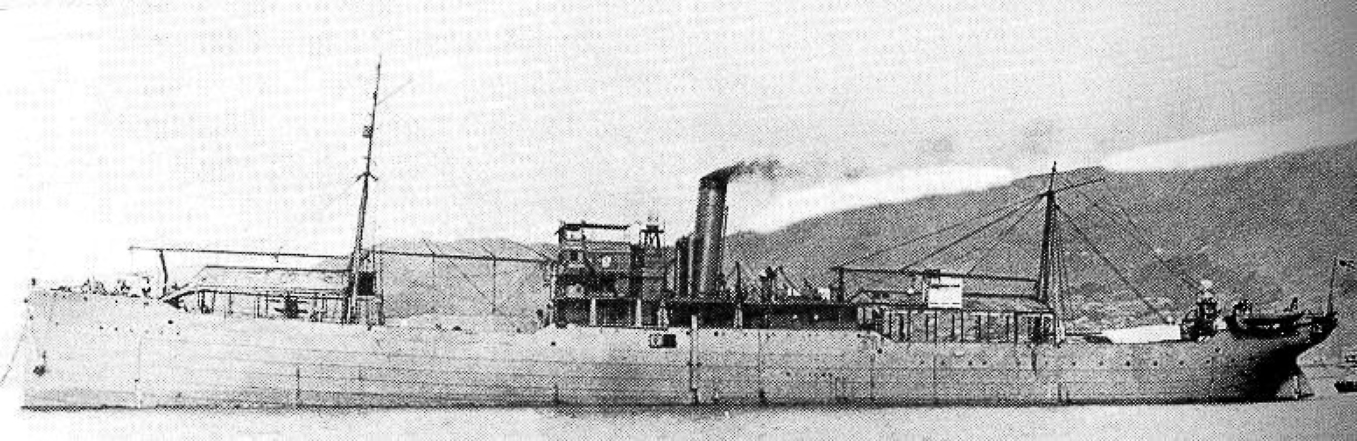
Гідроавіаносець Японський гідроавіаносець Вакамія здійснив перші в світі повітряні нальоти з моря у вересні 1914 року.

У серпні та вересні в центральну частину Тихого океану була також відправлена бойова група для переслідування німецької східноазійської ескадри, яка потім рушила в Південну Атлантику, де зіткнулася з британськими військово-морськими силами і була знищена біля Фолклендських островів. Японія також захопила німецькі володіння на півночі Мікронезії, які залишалися японськими колоніями до кінця Другої світової війни відповідно до мандату Ліги Націй на південні моря. Перебуваючи у важкому тиску в Європі, де вона мала лише невелику перевагу над Німеччиною, Британія попросила, але отримала відмову Японії, надати чотири нещодавно побудовані лінійні крейсери класу Конґо (Конґо, Хіей, Харуна та Кірішіма), деякі з перші в світі кораблів, оснащених 356-мм (14 дюймовими) гарматами, і наймогутніші лінійні крейсери в світі того часу.
Після чергового запиту британців і початку необмеженої підводної війни Німеччиною в березні 1917 року японці направили спеціальні сили в Середземне море. Ці сили складалися з одного захищеного крейсера, Акаші як лідера флотилії та восьми найновіших есмінців ВМС типу Каба (Уме, Кусунокі, Каеде, Кацура, Кашіва, Мацу, Суґі та Сакакі) під командуванням адмірала Сато Кодзо, які базувались у Мальті та ефективно захищали союзницьке судноплавство між Марселем, Таранто та портами Єгипту до кінця війни. У червні Акаші замінив Ідзумо, і було додано ще чотири есмінці (Каші, Хінокі, Момо та Янаґі). Пізніше до них приєднався крейсер Нісшин. До кінця війни японці супроводжували 788 транспортів союзників. Один есмінець Сакакі був торпедований 11 червня 1917 року німецьким підводним човном, втративши 59 офіцерів і солдат. Меморіал на військово-морському кладовищі Калкара на Мальті був присвячений 72 японським морякам, які загинули під час конвойного патрулювання в Середземному морі.
У 1917 році Японія експортувала до Франції 12 есмінців типу Арабе. У 1918 році кораблі, такі як Адзума, були призначені для супроводу конвою в Індійському океані між Сінгапуром і Суецьким каналом як частина внеску Японії у військові зусилля в рамках англо-японського альянсу. Після конфлікту японський флот отримав сім німецьких підводних човнів як військову здобич, які були доставлені до Японії та проаналізовані, що зробило значний внесок у розвиток японської підводної промисловості.

## Міжвоєнні роки (1918–1937)

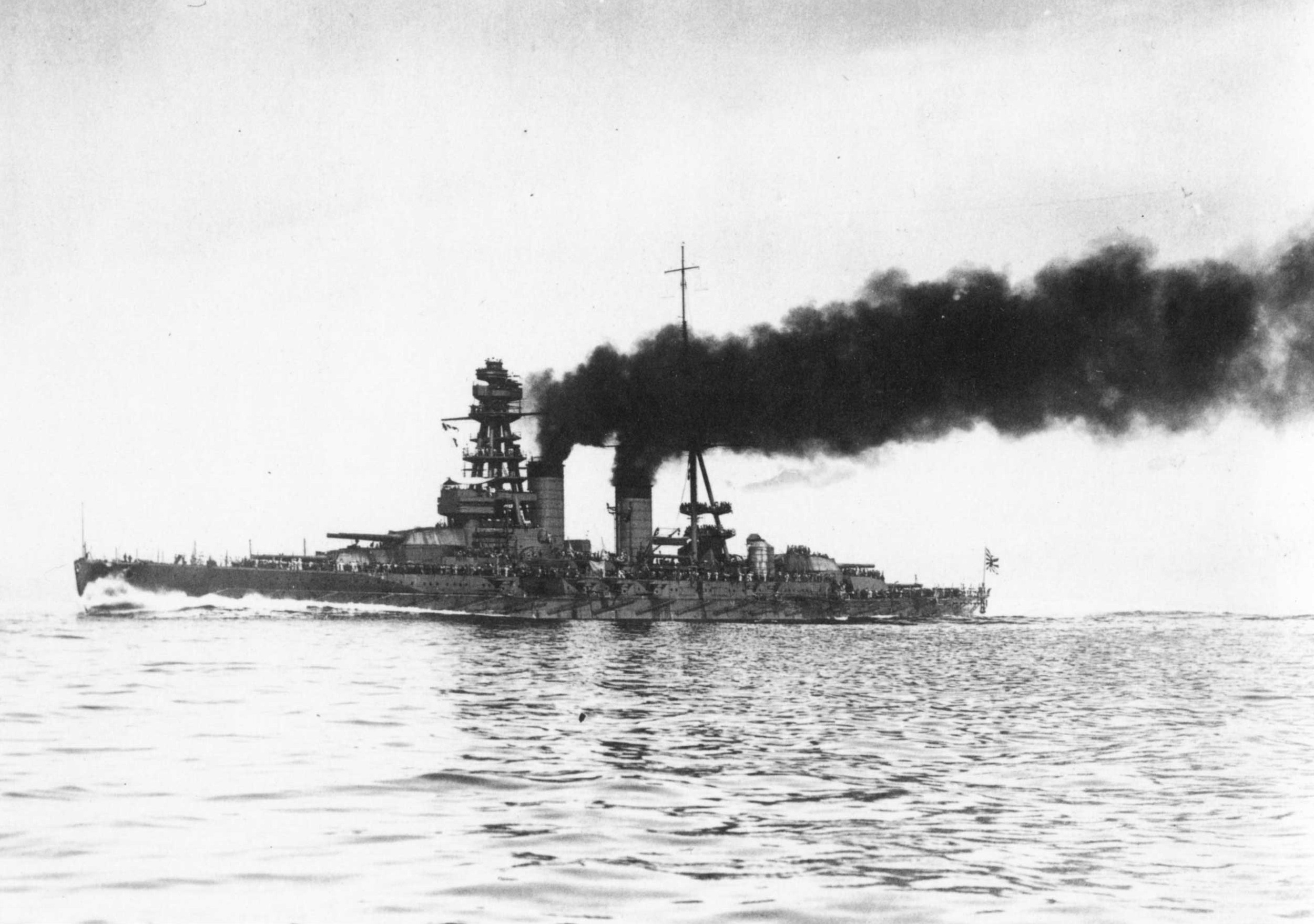
Лінкор Наґато на початку 1920-х років

До 1921 року витрати Японії на військово-морські потреби досягли майже 32% національного урядового бюджету. У 1941 році Імперський флот Японії мав 10 лінійних кораблів, 10 авіаносців, 38 крейсерів (важких і легких), 112 есмінців, 65 підводних човнів і різні допоміжні судна.

### Вашингтонська договірна система
У наступні роки після закінчення Першої світової війни програми військово-морського будівництва трьох найбільших військово-морських держав Великої Британії, Японії та Сполучених Штатів загрожували розпочати нову потенційно небезпечні та дорогі перегони морських озброєнь. Наступний Вашингтонський морський договір 1922 року став однією з найефективніших програм скорочення озброєнь в історії, встановлюючи систему співвідношень між п'ятьма державами, що підписали угоду. Сполученим Штатам і Британії було виділено по 525 000 тонн капітальних кораблів, Японії — 315 000, а Франції та Італії — по 175 000 у співвідношенні 5:3:1,75. Також було погоджено десятирічний мораторій на будівництво лінкорів, хоча заміна лінкорів, які досягли 20 років служби, була дозволена. Також були встановлені максимальні обмеження в 35 000 тонн і 16-дюймові гармати. Авіаносці були обмежені тим же співвідношенням 5:5:3, Японії було виділено 81 000 тонн.
Багато військово-морських лідерів у японській делегації були обурені цими обмеженнями, оскільки Японія завжди буде позаду своїх головних суперників. Проте врешті-решт було зроблено висновок, що навіть ці несприятливі обмеження були б кращими за необмежені перегони озброєнь із промислово домінуючими Сполученими Штатами. Вашингтонська система, можливо, зробила Японію молодшим партнером США та Великої Британії, але вона також обмежила підйом Китаю та Радянського Союзу, які обидва прагнули кинути виклик Японії в Азії..
Вашингтонський договір не обмежував будівництво кораблів, крім лінкорів і авіаносців, що призвело до перегонів будівництва важких крейсерів. Вони були обмежені 10 000 тоннами і 8-дюймовими гарматами. Японці також змогли отримати деякі поступки, особливо лінкор Мутсу, який частково фінансувався за рахунок пожертвувань школярів і був би скасований згідно з умовами договору.
Договір також передбачав, що Сполучені Штати, Велика Британія та Японія не можуть розширювати свої укріплення в західній частині Тихого океану. Зокрема, Японія не могла мілітаризувати Курильські острови, острови Бонін, Амамі-Осіма, острови Лучу, Формоза та Пескадори.

### Розвиток морської авіації
- Місія Семпілла[en]

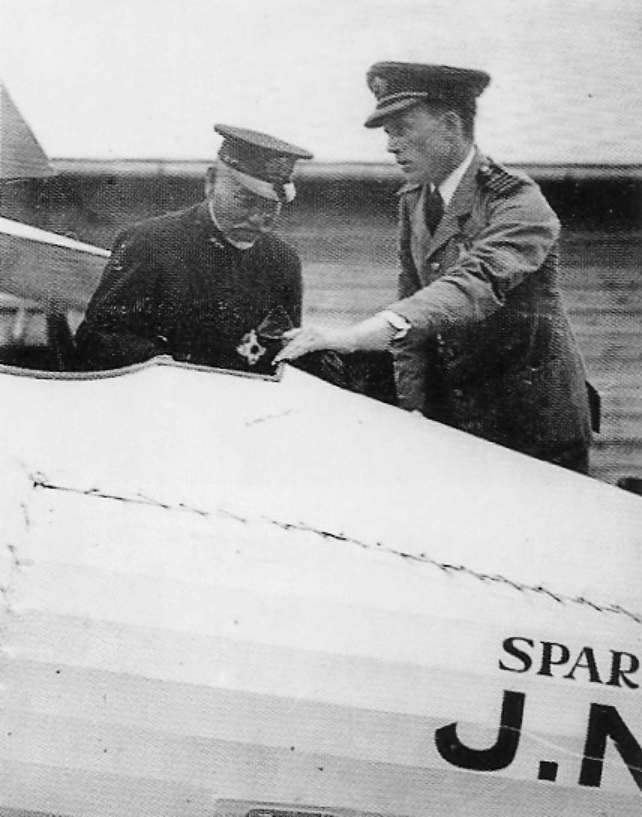
Капітан Вільям Форбс-Семпілл, 19-й лорд Семпілл показує винищувач Gloster Sparrowhawk адміралу Тоґо Хейхатіро, 1921 рік

Часом Японія продовжувала потребувати іноземних експертів у сферах, у яких IJN не мала досвіду, наприклад у морській авіації. Японський флот уважно спостерігав за прогресом авіації трьох союзних морських держав під час Першої світової війни і дійшов висновку, що Британія досягла найбільших успіхів у морській авіації. Місія Семпілла під керівництвом капітана Вільяма Форбса-Семпілла, колишнього офіцера Королівських ПС, який мав досвід проектування та випробування літаків Королівського флоту під час Першої світової війни. Місія складалася з 27 членів, які були в основному співробітниками з досвідом роботи у морській авіації та включали пілотів та інженерів з кількох британських авіабудівних фірм. Британська технічна місія вирушила до Японії у вересні з метою допомогти Імперському флоту Японії розвинути та вдосконалити навички військово-морської авіації. Місія прибула на базу військово-морської авіації Касуміґаура наступного місяця, в листопаді 1921 року, і пробула в Японії 18 місяців.
Місія привезла до Касуміґаури понад сотню британських літаків двадцяти різних моделей, п’ять із яких на той час перебували на озброєнні Морської авіації Королівського флоту. Японці навчалися на кількох фронтових винищувачах, наприклад на Gloster Sparrowhawk, яких вони потім замовили у Gloster 50 і побудували 40 таких літаків. Згодом ці літаки послужили джерелом натхнення для розробки ряду японських військово-морських літаків. Техніки знайомляться з новітньою авіаційною зброєю та обладнанням - торпедами, бомбами, кулеметами, камерами та засобами зв'язку. Японські військово-морські льотчики навчалися різним технікам, таким як торпедне бомбардування, управління польотом, посадка та зліт з авіаносця.[джерело?]
Місія також принесла плани найновіших британських авіаносців, таких як HMS Argus та HMS Hermes, що вплинуло на завершальні етапи розвитку авіаносця Хошо. До того часу, як останні члени повернулися до Британії, японці добре володіли новітніми авіаційними технологіями та зробили перші кроки до створення ефективних військово-морських повітряних сил. Японська військово-морська авіація також, як у техніці, так і в доктрині, продовжувала залежати від британської моделі протягом більшої частини 1920-х років..

### Розвиток військово-морського флоту в міжвоєнні роки

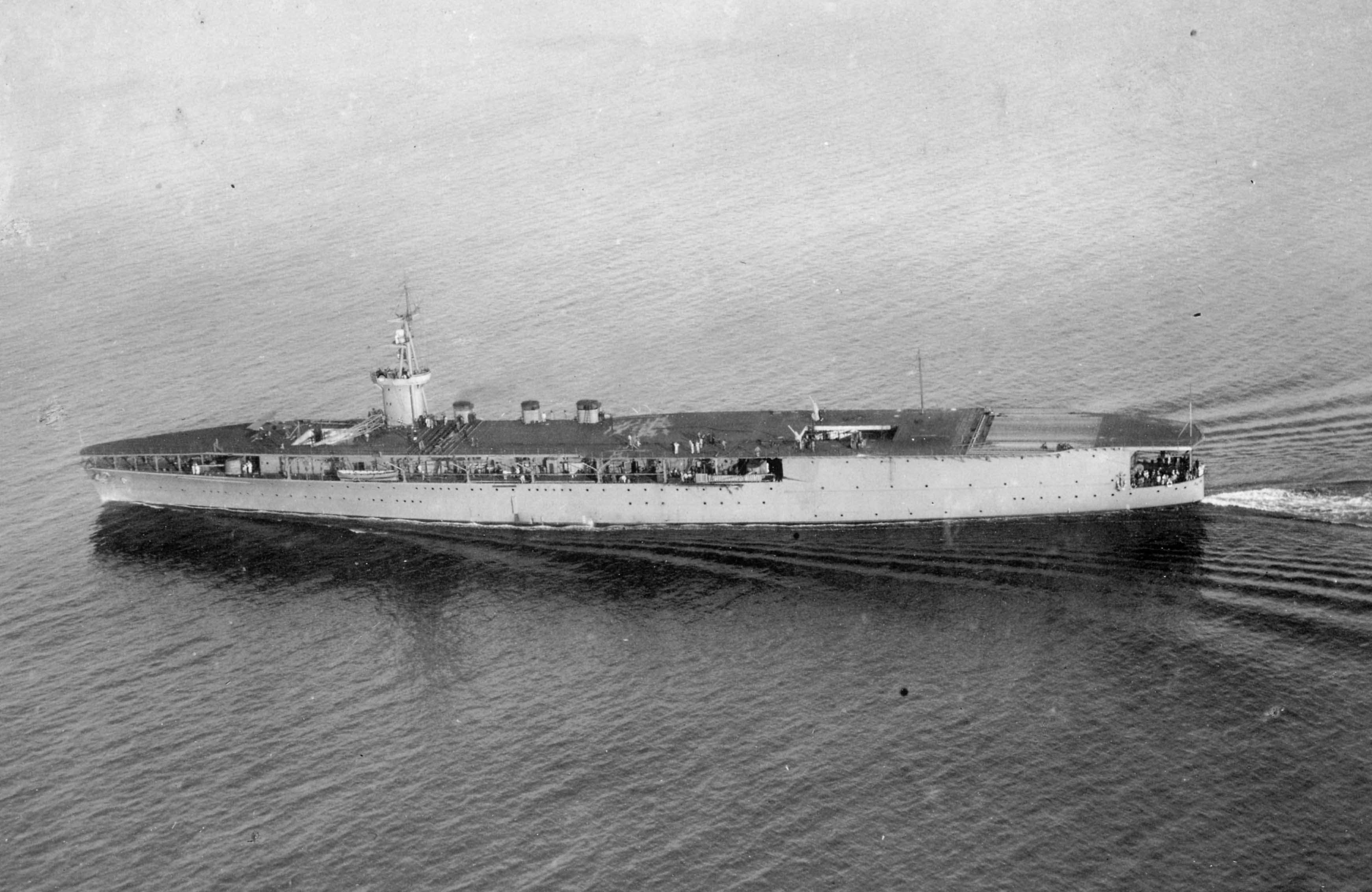
Хошо, перший у світі спеціально побудований авіаносець, завершений у 1922 році

У міжвоєнний період Японія займала провідне місце в багатьох галузях розвитку військових кораблів:
- У 1921 році вона спустила на воду Хошо, перший у світі авіаносець спеціальної конструкції, який було завершено,[94] і згодом розробила флот неперевершених авіаносців.[джерело?]
- Згідно зі своєю доктриною, Імперський флот Японії був першим, який встановив 356-мм (14 дюймів) гармати (в Конґо), 410-мм (16,1 дюймів) гармати (в Наґато) і став єдиним власником лінійного корабля, який коли-небудь встановлював 460-мм (18,1 дюйма)[en] (у класі Ямато).[95]
- У 1928 році вона спустила на воду інноваційний есмінець типу «Фубукі», представивши закриті подвійні 127-мм (5 дюймів) башти, здатні вести зенітний вогонь. Новий дизайн есмінця незабаром був наслідований іншими флотами. На «Фубукі» також були представлені перші торпедні апарати, укладені в осколкозахисні башти.[96]
- Японія розробила кисневу торпеду Тип 93 калібру 610 мм (24 дюйми)[en], яку загалом визнали найкращою торпедою Другої світової війни.[97]

### Доктринальні суперечки
Імператорський флот Японії до та під час Другої світової війни зіткнувся зі значними викликами, мабуть, більшими, ніж будь-який інший флот у світі. Японія, як і Велика Британія, майже повністю залежала від іноземних ресурсів для забезпечення своєї економіки. Щоб досягти експансіоністської політики Японії, IJN мав забезпечити та захистити віддалені джерела сировини (особливо нафти та сировини Південно-Східної Азії), які контролювали іноземні країни (Велика Британія, Франція та Нідерланди). Щоб досягти цієї мети, їй довелося побудувати великі військові кораблі, здатні до штурму на далекі відстані. За роки до Другої світової війни IJN почали структуруватися спеціально для боротьби зі Сполученими Штатами. Тривала мілітаристська експансія та початок Другої японо-китайської війни в 1937 році загострили напруженість у відносинах зі Сполученими Штатами, які вважалися суперником Японії.
Це суперечило японській доктрині «вирішальної битви» (яп. 艦隊決戦, Кантай кессен, яка не вимагала великої дальності),, в якій IJN мав дозволити США перетнути Тихий океан, використовуючи підводні човни, щоб завдати йому шкоди, а потім вступити з ВМС США у «район вирішальної битви» поблизу Японії після такого виснаження. Це також узгоджується з теорією Альфреда Т. Мегена, якої дотримувався кожен великий військово-морський флот до Другої світової війни, згідно з якою війни вирішувалися боєм між протиборчими надводними флотами, як це було протягом понад 300 років.[джерело?]
Дотримуючись вказівок Сато (на якого, безсумнівно, впливав Меген), це було основою для вимоги Японії про співвідношення 70% (10:10:7) на Вашингтонській військово-морській конференції, що дало б Японії перевагу у «вирішальній зоні битви», і наполягання США на співвідношенні 60%, що означало паритет. Японія, на відміну від інших флотів, дотримувалася її навіть після того, як було продемонстровано, що вона застаріла.[джерело?]
Це також суперечило її минулому досвіду. Чисельна та промислова неповноцінність Японії спонукала її шукати технічної переваги (менше, але швидше, потужніших кораблів), якісної переваги (краща підготовка) і агресивної тактики (сміливі та швидкі атаки, які перемагають ворога, рецепт успіху в її попередніх конфліктах), але не враховувалася жодна з цих рис. Її супротивники в будь-якій майбутній війні на Тихому океані не зіткнуться з політичними та географічними обмеженнями її попередніх воєн, вона також не допускатиме втрат у кораблях та екіпажах.
У передвоєнні роки дві школи сперечалися щодо того, чи слід організувати флот навколо потужних лінкорів, здатних зрештою перемогти американські в японських водах, чи авіаносців. В результаті було прийнято компромісне рішення розвивати обидва типи кораблів.
Постійним недоліком японської розробки озброєних військових кораблів була тенденція включати занадто багато озброєння та занадто велику потужність двигуна відносно розміру корабля (побічний ефект обмежень Вашингтонського договору щодо загального тоннажу), що призвело до недоліків у стійкості, захисті та міцності конструкції.

### Плани кола

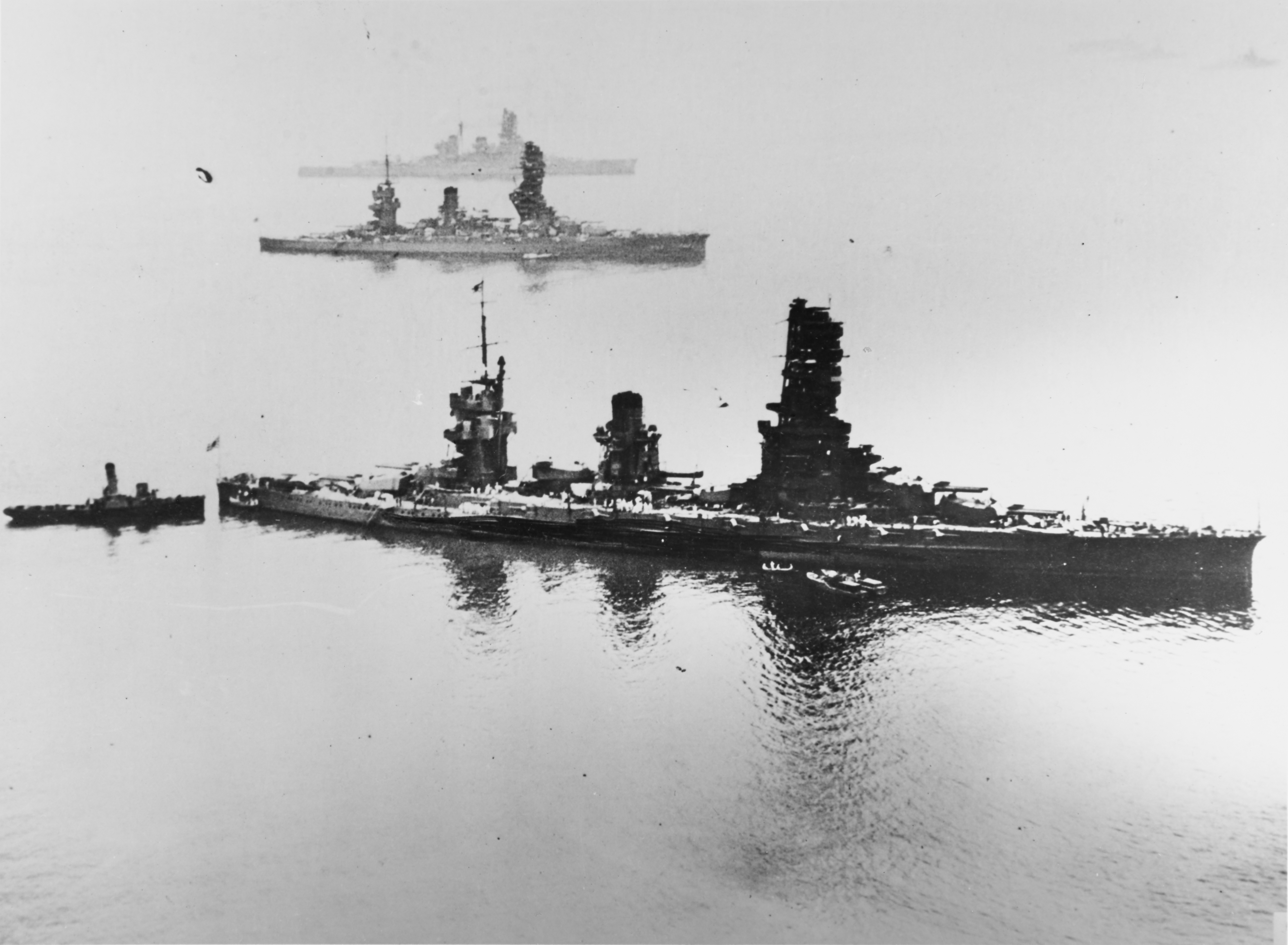
Лінкори Ямасіро і Фусо та лінійний крейсер Харуна (лінійний крейсер), Токійська затока, 1930-ті роки

У відповідь на Лондонський договір 1930 року японці розпочали серію програм будівництва військово-морських сил або ходжу кейкаку (плани поповнення військово-морського флоту, або плани будівництва), неофіційно відомі як мару кейкаку (плани кола). У період між 1930 роком і початком Другої світової війни існувало чотири таких «плани кола», які були складені в 1931, 1934, 1937 і 1939 роках. План «Коло Перше», затверджений у 1931 році, передбачав будівництво 39 кораблів, які мали бути закладені між 1931 і 1934 роками, зосередженими на чотирьох нових крейсерах класу «Могамі», і розширення військово-морської авіації до 14 авіагруп. Однак плани щодо другого плану Кола були відкладені через перекидання Томодзуру та сильний збиток від тайфуну Четвертого флоту, коли виявилося, що базові конструкції багатьох японських військових кораблів мали недоліки через погану техніку будівництва та нестабільність, спричинену спробою змонтувати багато озброєння на надто малому водотоннажному корпусі. В результаті більша частина військово-морського бюджету в 1932-1933 роках була поглинена модифікаціями для усунення проблем з існуючим обладнанням.
У 1934 році було схвалено план Коло Друге, який охоплював будівництво 48 нових військових кораблів, включаючи крейсери класу «Тоне» і два авіаносці: Сорю і Хірю. План також продовжував нарощування військово-морської авіації та санкціонував створення восьми нових морських авіаційних груп. Після відмови Японії від військово-морських договорів у грудні 1934 року в 1937 році був затверджений план «Коло три» — третя велика програма будівництва військово-морського флоту з 1930 року. Протягом шести років він передбачав будівництво нових військових кораблів, які були б вільні від старих договірних обмежень, зосереджуючись на якісній перевазі, щоб компенсувати кількісні недоліки Японії порівняно зі Сполученими Штатами. Хоча ядром третього кола мало стати будівництво двох лінійних кораблів Ямато та Мусасі, воно також передбачало будівництво двох авіаносців типу «Сьокаку» разом із шістдесятьма чотирма іншими військовими кораблями інших категорій. Третє коло також закликало до переозброєння демілітаризованого лінійного крейсера «Хіей» і переобладнання його сестринських кораблів «Конґо», «Харуна» та «Кірісіма». Також було профінансовано модернізацію чотирьох крейсерів класу «Могамі» та двох крейсерів класу «Тоне», які будувались, шляхом заміни їхніх 6-дюймових головних батарей на 8-дюймові гармати. В авіації Третє коло мало на меті підтримувати паритет з американською морською авіацією, додавши 827 літаків для розподілу до чотирнадцяти запланованих наземних авіаційних групах і збільшивши авіаносну авіацію майже на 1000. Для розміщення нових наземних літаків план передбачав будівництво або розширення кількох нових аеродромів; передбачалося також значне збільшення потужностей військово-морського флоту з виробництва літаків і авіаційної зброї.
У 1938 році, коли розпочалося будівництво Третього кола, японці почали розглядати підготовку до наступного великого розширення, яке було заплановане на 1940 рік. Однак після другого американського акту Вінсона в 1938 році японці прискорили будівництво шести-річної програми розширення Четвертого кола, яка була затверджена у вересні 1939 року. Метою «Четвертого кола» було подвоїти військово-повітряну силу Японії всього за п'ять років, забезпечивши перевагу в повітрі в Східній Азії та західній частині Тихого океану. Вона передбачала будівництво двох лінкорів типу «Ямато», авіаносця флоту, шести планованих ескортних авіаносців нового класу, шести крейсерів, двадцяти двох есмінців і двадцяти п'яти підводних човнів. Справжній наголос, однак, робився на морську авіацію, в якій японці сподівалися взяти на себе лідерство.[джерело?]
Щоб досягти переваги в повітрі в Азії, "Четверте коло" планувало придбати 175 літаків корабельного базування та майже 1500 літаків наземного базування, які були розподілені до сімдесяти п'яти нових авіагруп.[джерело?] Після завершення цього розширення Японія матиме 874 літаки корабельного базування та 3341 літак у 128 наземних авіагрупах, 65 з яких бойові авіагрупи та 63 навчальні.[джерело?]

### Конфлікт у Китаї

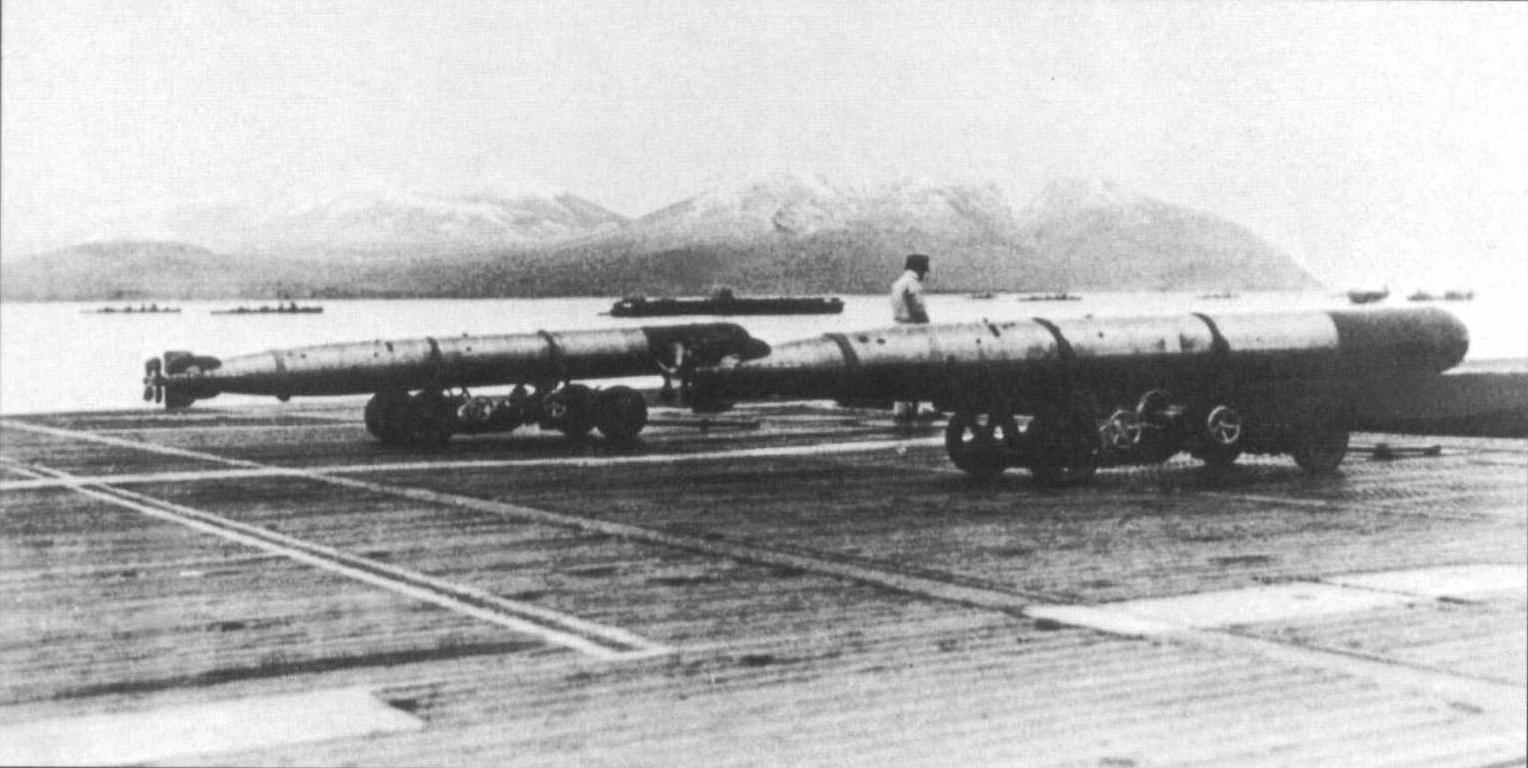
Повітряна торпеда Тип 91 на борту авіаносця Акаґі

Китайська війна мала велике значення та цінність для розвитку японської військово-морської авіації, продемонструвавши, як авіація може сприяти проекції військово-морської могутності на берег..
Під час неї у IJN було два основні обов'язки: підтримка десантних операцій на китайському узбережжі та стратегічне повітряне бомбардування китайських міст – вперше будь-яка морська авіація отримала такі завдання.
З початку військових дій у 1937 році і до того, як сили були перенаправлені на участь у війні на Тихому океані в 1941 році, морська авіація відігравала ключову роль у військових операціях на материковому Китаї. Це почалося з нападів на військові об'єкти в основному в басейні річки Янцзи вздовж узбережжя Китаю японськими літаками морського базування. Участь Військово-морських сил під час конфлікту досягла піку в 1938–1939 роках із важкими бомбардуваннями китайських міст глибоко всередині наземними середніми бомбардувальниками і завершилася протягом 1941 року спробою як палубної, так і наземної тактичної авіації перерізати комунікаційні та транспортні маршрути в південному Китаї. Хоча повітряні наступальні операції 1937–1941 років не досягли своїх політичних і психологічних цілей, вони зменшили потік стратегічних засобів до Китаю і на деякий час покращили японську військову ситуацію в центральній і південній частинах країни.

## Друга Світова війна
- Імперський флот Японії у Другій світовій війні[en]

| суднобудування IJN проти USN (1937–1945, в стандартних тоннах водотоннажності) |         |           |
| Рік                                                                            | IJN     | USN       |
| 1937                                                                           | 45 000  | 75 000    |
| 1938                                                                           | 40 000  | 80 000    |
| 1939                                                                           | 35 000  | 70 000    |
| 1940                                                                           | 50 000  | 50 000    |
| 1941                                                                           | 180 000 | 130 000   |
| 1942–45                                                                        | 550 000 | 3 200 000 |

Для ефективної боротьби з чисельно переважаючим американським флотом японці виділили велику кількість ресурсів для створення сил вищої якості. Роблячи ставку на успіх агресивної тактики, яка випливає з доктрини Мегена та концепції вирішальної битви, Японія не інвестувала значних коштів у засоби, необхідні для захисту своїх довгих судноплавних ліній від ворожих підводних човнів, особливо недостатні інвестиції у життєво важливу сферу протичовнової війни (як ескортні кораблі, так і ескортні авіаносці), а також у спеціалізовану підготовку та організацію для її підтримки. Небажання Імперської Японії використовувати свій підводний флот для комерційних рейдів і нездатність убезпечити свої комунікації також прискорили її поразку.[джерело?] Військово-морський флот Японії також мало інвестував у розвідку, і на момент початку війни майже не було активних агентів у Сполучених Штатах; кілька японських військово-морських офіцерів зарахували відсутність інформації про ВМС США як ще один головний фактор їхньої поразки.
IJN здійснив несподівану напад на Перл-Гарбор, убивши 2403 американців і завдавши шкоди Тихоокеанському флоту США. Протягом перших шести місяців війни на Тихому океані IJN досяг вражаючого успіху, завдаючи важких поразок силам союзників. Військово-морські сили союзників були розгромлені під час японського завоювання Південно-Східної Азії. Японська військово-морська авіація також відповідальна за затоплення HMS Prince of Wales і HMS Repulse, що стало першим випадком, коли головні кораблі були потоплені повітряним нападом під час руху. У квітні 1942 року рейд в Індійський океан вигнав Королівський флот з Південно-Східної Азії.

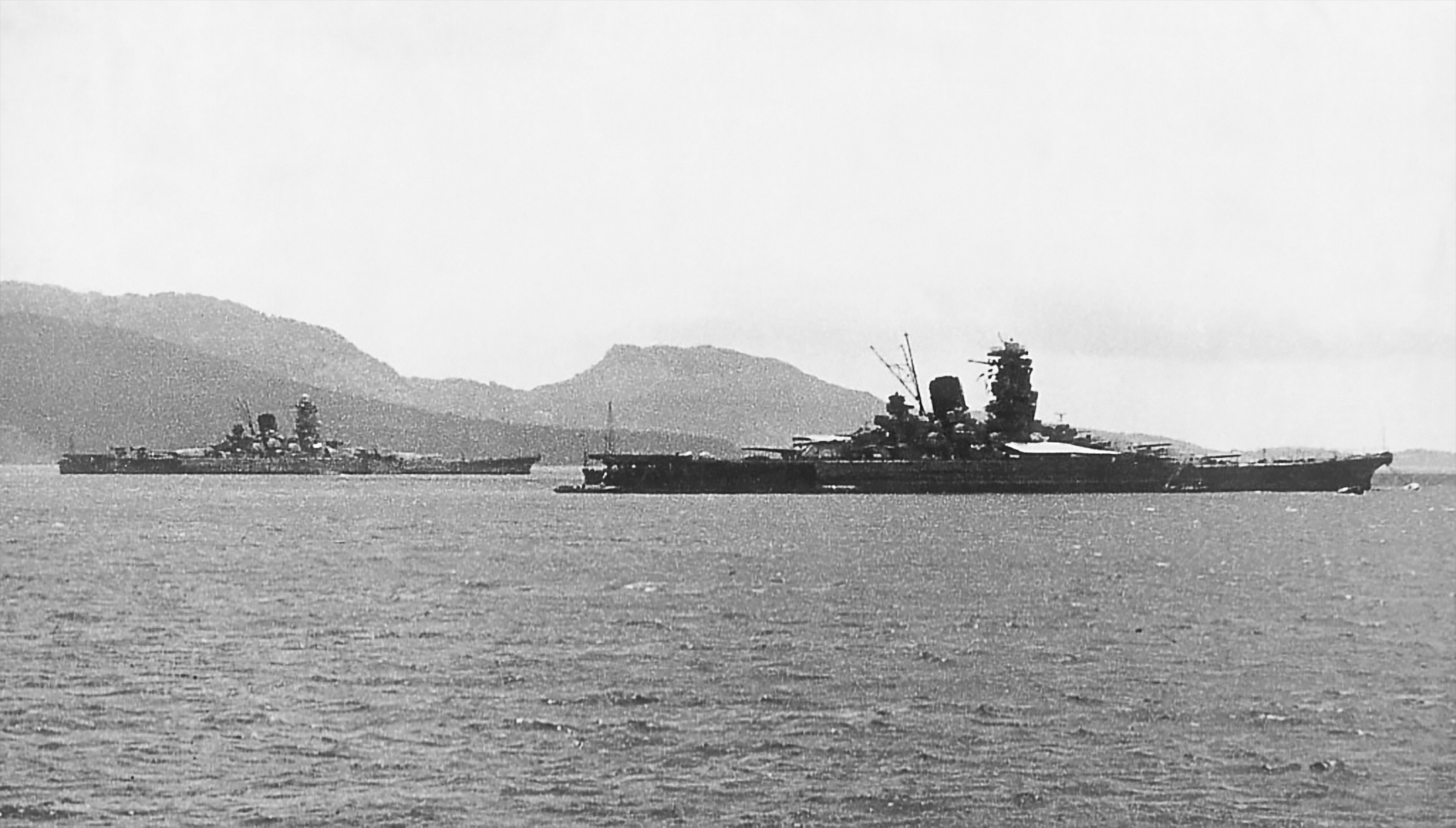
Лінкори класу «Ямато», «Ямато» та «Мусасі» пришвартовані в лагуні Трук, 1943 рік

Після цих успіхів IJN тепер зосередився на ліквідації та нейтралізації стратегічних пунктів, звідки союзники могли почати контрнаступ проти японських завоювань. Однак у Кораловому морі японці були змушені відмовитися від своїх спроб ізолювати Австралію тоді як поразка в кампанії за Мідвей призвела до того, що японці були змушені оборонятися. кампанія на Соломонових островах, в якій японці програли війну на виснаження, була найбільш вирішальною; японці не змогли залучити достатньо сил вчасно. Протягом 1943 року союзники змогли реорганізувати свої сили, і американська промислова потужність почала переломлювати хід війни. Зрештою, американським військам вдалося взяти верх завдяки значному збільшенню промислового виробництва та модернізації своїх повітряних і військово-морських сил.
У 1943 році японці також звернули увагу на оборонні периметри своїх попередніх завоювань. Сили на захоплених Японією островах у Мікронезії мали поглинути й збити очікуваний американський контрнаступ. Проте американська промислова потужність стала очевидною, і військові сили, які протистояли японцям у 1943 році, були переважаючими у вогневій потужності та оснащенні. З кінця 1943 по 1944 рік японський оборонний периметр не втримався.
Поразка у Філіппінському морі стала катастрофою для японської військово-повітряної сили, а американські пілоти назвали співвідношення повітряно-морської битви Велики Маріанський Відстріл Індичок, здебільшого на користь США, тоді як битва в затоці Лейте призвела до знищення значної частини надводного флоту. Під час останнього етапу війни Імперський флот Японії вдався до серії відчайдушних заходів, включаючи різні спеціальні штурмові підрозділи, які в народі називали камікадзе. До травня 1945 року більша частина японського імперського флоту була потоплена, а залишки сховалися в японських гаванях. До липня 1945 року Наґато був єдиним кораблем, що залишився з головних кораблів Імперського флоту Японії, який не був потоплений під час рейдів ВМС Сполучених Штатів.

## Спадщина

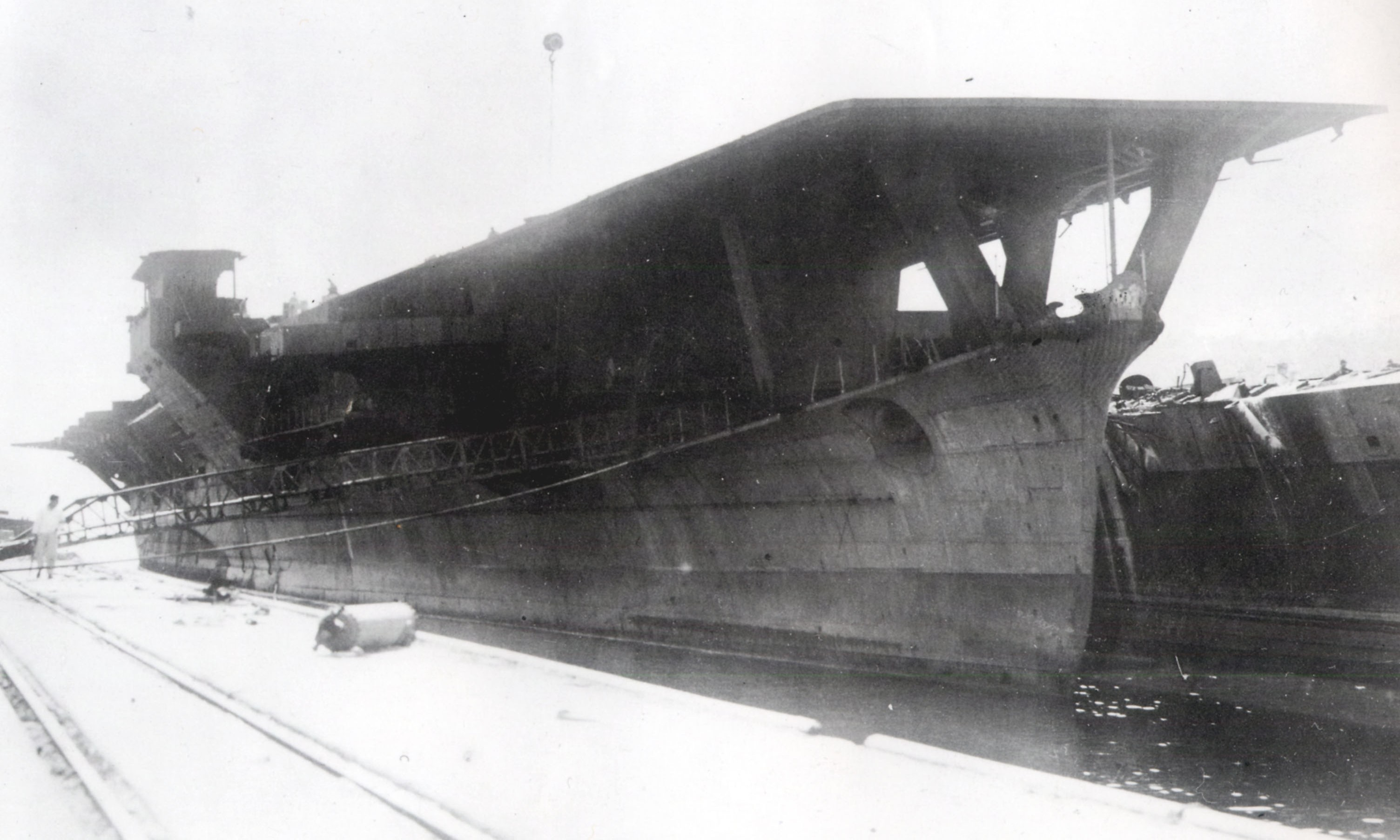
Авіаносець Ібукі під час демонтажу в Морський арсенал Сасебо, жовтень 1946 року

### Сили Самооборони
Після капітуляції Японії та подальшої окупації союзниками в кінці Другої світової війни японський Імперський флот разом з рештою японської армії було розпущено в 1945 році. У новій конституції Японії, яка була складена в 1947 році, стаття 9 уточнює, що «японський народ назавжди відмовляється від війни як суверенного права нації та від загрози силою або її застосування як засобу вирішення міжнародних суперечок». В Японії переважає думка, що ця стаття дозволяє зберігати військові сили для цілей самооборони.
У 1952 році Берегові сили безпеки були сформовані в рамках Агентства морської безпеки, до складу якого увійшли протимінний флот та інші військові судна, в основному есмінці, надані Сполученими Штатами. У 1954 році Берегові сили безпеки було відокремлено, і JMSDF було формально створено як військово-морський підрозділ Японських сил самооборони (JSDF), після ухвалення Закону про сили самооборони 1954 року. Нинішній флот Японії входить до структури Японських сил самооборони (JSDF) як Японські морські сили самооборони (JMSDF).

## Звання
- Звання Імперського флоту Японії[en]

## Персоналії
- Акіяма Санеюкі
- Араї Юкан
- Сайґо Цуґуміті
- Ямамото Ґомбей — «батько японського флоту».

## Вчинення військових злочинів
Під час проведення своїх військових кампаній, імперський флот Японії порушував закони та звичаї війни, тим самим вчиняв військові злочини. Більш детально: «Японські військові злочини».

### Відео

#### Пісні
- Мія-сан, Мія-сан (1868)
- Гімн Японії (марш) (1880)
- Загін мечників (1885)
- Хоч би сотні ворогів (1886)
- Монгольська навала (1892)
- Звитяга у Жовтому морі (1894)
- Марш санітарок (1894)
- Хоробрі моряки (1895)
- Сніжний похід (1895)
- Дорога у 680 миль (1897)
- Марш військових кораблів (1900)
- Японська армія (1904)
- Японський флот (1904)
- Камрад (1905)
- Підполковник Хіросе (1905)
- Підполковник Татібана (1905)
- Підполковник Татібана (1905)
- Цусімська битва (1905)
- Морська служба (1905)
- Пісня юної Японії (1930)
- Трійця хоробрих підривачів (1932)
- Таборова пісня (1937)
- Патріотичний марш (1937)
- Ідучи морем (віце-гімн) (1937)
- Марш любимих коней (1938)
- Дружина і солдат (1938)
- Ескадрилья соколів Като (1938)
- Проводи солдата в похід (1939)
- Молюсь на світанок (1940)
- Бий китайських бандитів! (1942)
- Божественні вояки Небес (1942)
- Пісня молодих орлів (1943)
- Рабаульська пісенька (1944)
- Пабаульська ескадрилья флоту (1944)
- Битва за Філіппіни (1944)
- Ми з тобою квіти сакури! (1945)

## Додаткова література
- Agawa, Naoyuki (2019). Friendship across the Seas: The US Navy and the Japan Maritime Self-Defense Force. Tokyo: Japan Publishing Industry Foundation for Culture. Архів оригіналу за 27 травня 2019. Процитовано 27 травня 2019.
- Baker, Arthur Davidson (1987). Japanese Naval Construction 1915–1945: An Introductory Essay. Warship International. XXIV (1): 46—68. ISSN 0043-0374.
- Boxer, C.R. (1993) The Christian Century in Japan 1549–1650, ISBN 1857540352
- D'Albas, Andrieu (1965). Death of a Navy: Japanese Naval Action in World War II. Devin-Adair Pub. ISBN 081595302X.
- Delorme, Pierre, Les Grandes Batailles de l'Histoire, Port-Arthur 1904, Socomer Editions (French)
- Gardiner, Robert (editor) (2001) Steam, Steel and Shellfire, The Steam Warship 1815–1905, ISBN 0785814132
- Hara, Tameichi (1961). Japanese Destroyer Captain. New York & Toronto: Ballantine Books. ISBN 0345278941.
- Hashimoto, Mochitsura (2010) [1954]. Sunk: The Story of the Japanese Submarine Fleet, 1941–1945. New York: Henry Holt; reprint: Progressive Press. ISBN 978-1615775811.
- Lacroix, Eric; Linton Wells (1997). Japanese Cruisers of the Pacific War. Naval Institute Press. ISBN 0870213113.
- Nagazumi, Yōko (永積洋子) Red Seal Ships (朱印船), ISBN 4642066594 (яп.)
- Polak, Christian. (2001). Soie et lumières: L'âge d'or des échanges franco-japonais (des origines aux années 1950). Tokyo: Chambre de Commerce et d'Industrie Française du Japon, Hachette Fujin Gahōsha (アシェット婦人画報社).
- Polak, Christian. (2002). 絹と光: 知られざる日仏交流100年の歴史 (江戶時代1950年代) Kinu to hikariō: shirarezaru Nichi-Futsu kōryū 100-nen no rekishi (Edo jidai-1950-nendai). Tokyo: Ashetto Fujin Gahōsha, 2002. ISBN 978-4573062108; OCLC 50875162
- Seki, Eiji. (2006). Mrs. Ferguson's Tea-Set, Japan and the Second World War: The Global Consequences Following Germany's Sinking of the SS Automedon in 1940. London: Global Oriental.  ISBN 978-1905246281 (cloth) [reprinted by University of Hawaii Press, Honolulu, 2007 – previously announced as Sinking of the SS Automedon and the Role of the Japanese Navy: A New Interpretation.]
- Tōgō Shrine and Tōgō Association (東郷神社・東郷会), Togo Heihachiro in images, illustrated Meiji Navy (図説東郷平八郎、目で見る明治の海軍), (яп.)
- Japanese submarines 潜水艦大作戦, Jinbutsu publishing (新人物従来社) (яп.)

## Зовнішні посилання
- Армії та Флоту Великої Японської Імперії[недоступне посилання з червня 2019] (яп.)
- Реквієм за колишніми Армією та Флотом Великої Японської Імперії (яп.)
- Axis History Factbook – Imperial Japanese Navy (IJN)
- Nobunaga's ironclad navy
- Hiroshi Nishida's IJN site
- Imperial Japanese Navy page
- Imperial Japanese Navy Awards of the Golden Kite in World War 2, a Note
- Imperial Japanese Navy in World War 1, 1914–18 including warship losses [Архівовано 2019-11-16 у Wayback Machine.]